# Diritto d'autore italiano
Il diritto d'autore italiano è la branca dell'ordinamento giuridico italiano che disciplina il diritto d'autore, cioè l'attribuzione di un insieme di facoltà a colui che realizza un'opera dell'ingegno di carattere creativo-sociale, con l'effetto di riservargli diritti morali ed economici.
È disciplinato prevalentemente dalla legge 22 aprile 1941, n. 633 (e il successivo regolamento applicativo, il regio decreto 18 maggio 1942, n. 1369) nonché Titolo IX del Libro Quinto del codice civile italiano.

## Storia
Durante il ventennio fascista erano in vigore disposizioni quali la legge 18 marzo 1926, n. 562 che converte in legge il regio decreto legge n. 1950 del 7 novembre 1925 "Disposizioni sul diritto d'autore", la legge 17 giugno 1937-XV, n. 1251 e la legge 2 giugno 1939-XVII, n. 739, successivamente la materia venne ad essere regolata in modo organico dalla legge 22 aprile 1941, n. 633.
Al momento della sua emanazione, la norma era sostanzialmente conforme alla tutela minima prevista dalla convenzione di Berna per la protezione delle opere letterarie e artistiche del 1886; tuttavia nel corso del tempo le sue disposizioni sono state modificate in più occasioni, in recepimento anche di diverse direttive dell'Unione europea, oltre che in adeguamento al dettato successivamente alla nascita della Repubblica Italiana: ad esempio per quanto riguarda la tutela giuridica del software venne data dall'emanazione del decreto legislativo 518 del 29 dicembre 1992, modificato poi dal decreto legislativo 15 marzo 1996, n. 205 emanati in attuazione della direttiva dell'Unione Europea 91/250/CEE del 14 maggio 1991; successivamente la legge 18 agosto 2000, n. 248 ha modificato la normativa sul diritto d'autore italiano e ha introdotto ulteriori disposizioni al fine di contrastare la pirateria e la contraffazione via internet.

## Opere tutelate
A individuare le opere protette dal diritto d'autore sono gli artt. 1-5 della legge n. 633/1941, i quali fanno rientrare nella tutela tutte le opere dell'ingegno aventi carattere creativo, indipendentemente dal modo e dalla forma di espressione.
Possono essere oggetto di diritti non solo i beni appartenenti alle res esistenti in natura, ma anche i beni immateriali, ovvero quei beni giuridici caratterizzati dall’incorporeità.
In essi ricorrono due profili:
- intellettualità: il bene materiale è una creazione di natura intellettuale;
- riproducibilità: la creazione intellettuale deve essere idonea a essere riprodotta in un numero indefinito di esemplari concreti.

Sono individuabili due schemi attraverso i quali l’ordinamento procede all’individuazione e alla tutela dei beni immateriali:
- lo schema del diritto d’autore: fa perno sulla paternità della creazione intellettuale e si articola in diritto morale e diritto patrimoniale;
- lo schema della brevettazione: fa perno sull’idoneità della creazione a essere sfruttata economicamente.

Lo sviluppo tecnologico che ha caratterizzato la seconda metà del XX secolo ha progressivamente condotto all'individuazione di altri beni immateriali, come i software e le banche di dati.
A questi ultimi è stata estesa la tutela e, in virtù della tassatività dell'elencazione dei generi contenuta nell'art. 1, la norma è stata aggiornata.
L'art. 2 della legge fornisce un elenco (esemplificativo e non esaustivo) di opere protette, ovvero opere appartenenti:
- alla letteratura: opere letterarie, drammatiche, scientifiche, didattiche e religiose, sia in forma scritta che orale;
- alla musica: opere e composizioni musicali, con o senza parole, opere drammatico-musicali e variazioni musicali purché costituiscano un'opera originale in sé;
- alle arti figurative: opere di scultura, pittura, disegni, incisioni o appartenenti ad arti figurative similari, compresa la scenografia;
- all'architettura: disegni e opere dell'architettura, opere del disegno industriale che presentino carattere creativo e valore artistico;
- al teatro: opere coreografiche e pantomimiche, la traccia delle quali sia fissata in qualche modo (per iscritto o altrimenti);
- alla cinematografia: opere cinematografiche, mute o con sonoro;
- alla fotografia: opere fotografiche o espresse con procedimento analogo a quello della fotografia;
- ai software: programmi per elaboratore, in qualsiasi forma espressi, purché risultato di una creazione intellettuale originale dell'autore. Restano esclusi dalla tutela accordata dalla presente legge le idee e i principi che stanno alla base di qualsiasi elemento di un programma, compresi quelli alla base delle sue interfacce; vedi direttiva 91/250/CEE[8];
- alle basi di dati: intese come raccolte di opere, dati o altri elementi indipendenti sistematicamente o metodicamente disposti ed individualmente accessibili mediante mezzi elettronici o in altro modo. La tutela delle banche di dati non si estende al loro contenuto; vedi direttiva 96/9/CE[9];
- alle opere di disegno tecnico: opere di disegno industriale che presentino di per sé carattere creativo e valore artistico.

L'art. 4 è così formulato:
La traduzione, quale elaborazione di un'opera dell'ingegno, è oggetto di una tutela giuridica speciale e autonoma, facendo sorgere diritti, in capo al traduttore, distinti da quelli che spettano all'autore dell'opera: si parla dunque di Diritto d'autore del traduttore.
La legge sul diritto d'autore, come indicato nell'art. 5, non si applica ai testi degli atti ufficiali dello Stato e delle amministrazioni pubbliche, sia italiane che straniere.

### Registrazione dell'opera
A oggi non è necessario alcun tipo di registrazione dell'opera (o dell'autore) per godere della tutela del diritto d'autore (art. 106). Il diritto d'autore si costituisce attraverso l'atto creativo e la sua cessione non può essere subordinata all'espletamento di formalità legali, così come disposto dalla Convenzione di Berna. La pubblicità legale attuata attraverso le iscrizioni delle opere e le trascrizioni degli atti, che incidono sulla disponibilità dei diritti, offrono comunque, secondo quanto previsto dalla legge, vantaggi a fini di prova dell'appartenenza dei medesimi. Non è neppure più necessario indicare la C cerchiata (©),introdotta soprattutto per conformità agli Stati Uniti d'America, in quanto dal 1989 anche gli USA aderiscono alla CUB, rendendo inutile l'uso del sovracitato simbolo.
Esiste comunque un registro presso il quale depositare l'opera (artt. 103 e seg.), se si vuole. Questo registro pubblico generale è istituito presso la Presidenza del Consiglio dei ministri, mentre la SIAE si occupa di tenere due specifici registri, uno dedicato alle opere cinematografiche, l'altro ai software. La registrazione fa fede fino a prova contraria dell'esistenza dell'opera e della sua pubblicazione. È possibile registrare programmi per elaboratore, ma è facoltativo e comporta degli oneri; mentre sono escluse dall'obbligo di registrazione le fotografie.
La registrazione a uno dei registri comporta una serie di benefici per gli autori, a fronte di un costo di registrazione e di partecipazione che varia in base al tipo di opera. La registrazione di un'opera cinematografica ai registri SIAE, per esempio, è utile al ricevimento di finanziamenti. Inoltre la registrazione di un software è un requisito necessario per l'iscrizione di una startup al registro delle aziende innovative, che comporta una serie di benefici economici e agevolazioni d'imposta.

### Beni immateriali e diritti
I diritti sui beni immateriali sono soggetti a una disciplina particolare, diversa da quella avente a oggetto i diritti sui beni materiali.
Tali diritti presentano una serie di caratteri comuni:
- non hanno a oggetto il bene materiale, bensì l’idea, ossia la creazione realizzata in quella forma.
- Sono assoluti: l’assolutezza, in particolare, si manifesta nel potere di rendere pubblica l’idea e di trarne un utile economico consentendo a terzi il godimento.
- Hanno una durata limitata nel tempo: data l’importanza dei beni sui quali sono costituiti, infatti, si ritiene opportuno che, dopo un certo periodo di sfruttamento da parte dell’autore, entrino a far parte del patrimonio della collettività e, pertanto, possano essere sfruttati da tutti.
- possono essere acquistati solo a titolo originario attraverso la creazione dell’opera.

Questi diritti si rifanno comunque ai diritti d'autore e ai suoi diritti connessi, ai diritti del Codice della Proprietà Industriale e ai diritti sulla Privacy.

## Collaborazioni creative
Nel caso di opere create da più persone talvolta risulta difficile capire chi sia l’autore e come si regolino i rapporti tra i diversi coautori.
Esistono diverse tipologie di opere derivanti da una collaborazione creativa.
- Opere creative semplici
- Opere creative complesse

### Opere creative semplici
Sono le opere create con il contributo indistinguibile e inscindibile di più persone, ovvero dove non è possibile distinguere il lavoro di ogni singolo autore (ad esempio un libro scritto a quattro mani).
In mancanza di un accordo scritto, l'art 10 sancisce che il diritto d'autore spetta in parti uguali a tutti gli autori dell'opera. La pubblicazione, la modificazione o una nuova utilizzazione devono essere decise da tutti gli autori e sono diritti esclusivi degli autori, ma in caso di ingiustificato rifiuto, possono essere autorizzate dall'autorità giudiziaria.

### Opere creative complesse
Sono le opere che presentano un contributo creativo distinguibile e scindibile da parte dei diversi autori.
Possiamo distinguere le opere complesse in:
- Elaborazioni creative
- Opere composte
- Opere collettive
- Casi particolari

#### Elaborazioni creative
Senza pregiudizio dei diritti esistenti sull'opera originaria, l'art 4 prevede che vengano protette anche le elaborazioni di carattere creativo dell’opera stessa, quali le traduzioni in altra lingua, le trasformazioni da una in altra forma letteraria o artistica, le modificazioni e aggiunte che costituiscono un rifacimento sostanziale dell'opera originaria, gli adattamenti, le riduzioni, i compendi, le variazioni non costituenti opera originale.
Sulla base dell’art. 7 l’autore dell’elaborazione è il titolare dei diritti sull’opera modificata, a patto ovviamente che le modifiche siano esse stesse un’opera creativa. Risulta comunque necessario un accordo con l’autore originale dell’opera che autorizzi l’elaborazione.
Sulla titolarità dell’opera modificata vi sono delle questioni aperte da parte dei giuristi, da un lato chi sostiene la comunione dei diritti con l’autore dell’opera originale, dall’altro chi vede nell’autore dell’elaborazione l’unico titolare. Di fatto si tratta di un problema teorico, in quanto l’autorizzazione solitamente porta a un contratto nel quale le parti si accordano sui diritti spettanti.

#### Opere composte
Riguarda gli elaborati creati dall'unione di diverse categorie di opere (per esempio testi e musica).
L'art. 33 afferma che, in caso di mancanza di accordi tra i collaboratori rispetto alle opere liriche, alle operette, ai melologhi, alle composizioni musicali con parole, a balli e balletti musicali, si applicano le disposizioni dei tre successivi articoli (34, 35, 36). Le parti sono libere di regolare come vogliono, contrattualmente, i loro rapporti economici nella utilizzazione dei rispettivi diritti esclusivi.
L'art. 34 si occupa dei rapporti tra l'autore della parte musicale e quello del testo nelle composizioni musicali con parole.
Il diritto di utilizzazione economica spetta all'autore della parte musicale eccetto i diritti derivanti dalla comunione. Il profitto di utilizzazione economica viene ripartito in proporzione del valore del rispettivo contributo letterario o musicale.
Nei comma successivi vengono presi in considerazione alcuni tipi di opere musicali:
- Opere liriche: si considera che il valore della parte musicale rappresenti la frazione di tre quarti del valore complessivo dell'opera.
- Operette, melologhi, composizioni musicali con parole, balli e balletti musicali; i contributi hanno lo stesso valore.

I collaboratori hanno il diritto di utilizzare separatamente e indipendentemente la propria opera (art. 34 comma 5).
L'autore della parte letteraria non può congiungere la propria opera ad altri testi musicali eccetto che in alcuni casi previsti dall'art. 35:
1. Se dopo la consegna del testo definitivo della parte letteraria al compositore questi non lo pone in musica nel termine di cinque anni, se si tratta di libretto per opera lirica o per operetta, e nel termine di un anno se si tratta di ogni altra opera letteraria da emettere in musica.
2. Se dopo che l'opera è stata musicata e considerata dalle parti come pronta per essere eseguita o rappresentata, essa non è rappresentata o eseguita nei termini indicati nel punto precedente.
3. Se dopo una prima rappresentazione od esecuzione, l'opera cessi di essere rappresentata od eseguita per il periodo di dieci anni, se si tratta di opera lirica, oratorio, poema sinfonico od operetta o di altra composizione.

Il compositore nei casi 2 e 3 è libero di utilizzare la musica.
L'art. 36 regola alcuni casi previsti all'articolo precedente. Nel 1º caso l'autore della parte letteraria ne riacquista la libera disponibilità senza pregiudizio dell'eventuale azione dannosa a carico del compositore (primo comma). Nei casi previsti dai numeri 2 e 3 il rapporto di comunione formatosi sull'opera già musicata rimane fermo, ma l'opera stessa non può essere rappresentata od eseguita senza il consenso di entrambi i collaboratori (secondo comma).
Nelle opere coreografiche o pantomimiche e nelle altre composte di musica, di parola e di danze o di mimica, in cui la parte musicale non ha funzione o valore principale, l'esercizio dei diritti di utilizzazione economica, salvo patto contrario, spetta all'autore della parte coreografica o pantomimica e, nelle riviste musicali, all'autore della parte letteraria (art. 37 comma1).
 Per le seguenti categorie di opere valgono comunque i due articoli precedenti.

#### Opere collettive
Sono opere scritte mediante l'unione di lavori, o frammenti di lavori, di una pluralità di autori riuniti da un coordinatore per uno scopo determinato, per lo più divulgativo, didattico o scientifico. Le opere collettive quindi, a differenza di quelle composte, hanno un coordinatore che sceglie, decide e coordina il lavoro delle diverse parti dell'opera (art. 3).
Sono esempi di opere collettive le enciclopedie, le antologie, le riviste e i giornali. Le diverse parti che li compongono sono considerate come opere creative il cui diritto di singola utilizzazione spetta a ogni singolo autore; ciò permette quindi agli autori delle singole parti dell'opera collettiva di utilizzare la propria opera separatamente, con il limite dell'osservanza dei patti convenuti (art. 38 comma 2).
Inoltre, l'art. 40 sancisce che il collaboratore di opera collettiva (eccetto la rivista o il giornale) ha diritto che il suo nome figuri nella riproduzione della sua opera. Nei giornali questo diritto non compete, salvo patto contrario, al personale della redazione.
Gli articoli 4 e 7 riguardanti le opere creative semplici valgono per tutte le opere creative. Nello specifico l'art. 7 dichiara come proprietario dell'opera collettiva colui che organizza e dirige la creazione dell'opera stessa, cioè il coordinatore. Tuttavia ciascun collaboratore è considerato (rimanendo sempre nei limiti del suo lavoro) autore della singola elaborazione.

#### Casi particolari
Opere cinematografiche (artt. da 44 a 50)
Sono considerate sia un'opera collettiva in quanto c'è un soggetto che coordina tutti, sia composta perché creata da parti e contributi molto diversi.
I coautori dell'opera cinematografica, definiti dall'articolo 44 della Legge 633/1941 sono: l'autore del soggetto, l'autore della sceneggiatura, l'autore della musica ed il direttore artistico.
I diritti di utilizzazione economica per i coautori dell'opera cinematografica durano sino al termine del settantesimo anno dopo la morte dell'ultimo autore, secondo l'art. 32 della l.d.a.
Come stabilito dall'art. 49, gli autori delle parti letterarie o musicali dell'opera cinematografica possono riprodurle o comunque utilizzarle separatamente, purché non ne risulti pregiudizio ai diritti di utilizzazione, il cui esercizio spetta al produttore, ossia colui che è indicato come tale sulla pellicola cinematografica, come definito all'interno dell'articolo 45.
L'articolo 46 stabilisce che tale esercizio dei diritti di utilizzazione economica, da parte del produttore, ha per oggetto lo sfruttamento cinematografico dell'opera prodotta e non possono essere eseguite o proiettate elaborazioni, trasformazioni o traduzioni dell'opera prodotta senza il consenso degli autori indicati nell'art. 44.
Il produttore di opere cinematografiche è quindi titolare del diritto di utilizzazione secondo quanto sancito dall'articolo 78-ter, comma 1.
La durata del diritto di utilizzazione del produttore, nel comma 2, è di cinquanta anni dalla fissazione nel caso in cui la prima comunicazione al pubblico dell'opera cinematografica coincida con la fissazione stessa. Diversamente, ovvero se la fissazione è anteriore alla prima pubblicazione, la durata del diritto di utilizzazione è di cinquanta anni dalla prima comunicazione al pubblico.
Salvo patto contrario, il produttore non può eseguire o proiettare elaborazioni, trasformazioni o traduzioni dell'opera prodotta senza il consenso degli autori indicati nell'art. 44.
Secondo quanto afferma l'art. 47, il produttore ha facoltà di apportare ai contributi utilizzati nell'opera cinematografica le modifiche necessarie per il loro adattamento cinematografico.
L'articolo 50 sancisce che gli autori delle parti letterarie o musicali hanno diritto di disporne liberamente, se il produttore non porta a compimento l'opera cinematografica nel termine di tre anni dal giorno della consegna di tali parti oppure non fa proiettare l'opera compiuta entro tre anni dal suo compimento.
L'accertamento delle necessità o meno delle modifiche apportate o da apportarsi all'opera cinematografica, quando manchi l'accordo tra il produttore e uno o più degli autori menzionati nell'articolo 44 della presente legge, è fatta da un collegio di tecnici nominato dal Presidente del Consiglio dei ministri, secondo le norme fissate dal regolamento. Gli accertamenti fatti da tale collegio hanno carattere definitivo.

## Soggetto del diritto
In genere si identifica come soggetto del diritto d'autore la persona fisica che ha creato l'opera.
Art. 8 della l. 633/41 "È reputato autore dell'opera, salvo prova contraria, chi è in essa indicato come tale, nelle forme d'uso, ovvero è annunciato come tale, nella recitazione, esecuzione, rappresentazione e radiodiffusione dell'opera stessa. Valgono come nome lo pseudonimo, il nome d'arte, la sigla o il segno convenzionale, che siano notoriamente conosciuti come equivalenti al nome vero”.
Esistono però delle norme espresse che stabiliscono deroghe al criterio secondo il quale i diritti patrimoniali spettano all'autore. Sono riportate di seguito le principali eccezioni:
- Alcune opere collettive:
  - Riviste, giornali e libri: i diritti di sfruttamento patrimoniale spettano in questo caso all'editore, che può non essere una persona fisica ma una società.
  - Opere cinematografiche: secondo l'Art 44 vengono considerati coautori di un'opera cinematografica l'autore del soggetto, della sceneggiatura, della musica e il direttore artistico.[30] Ma anche in questo caso il titolare dell'opera in sé non è l'autore bensì il produttore, che di nuovo può anche non essere una persona fisica ma un ente. Egli è titolare dunque dei diritti di sfruttamento cinematografico dell'opera (riproduzione, messa a disposizione del pubblico dell'originale e delle copie, noleggio, prestito, diffusione, ecc.[31]).
- Art. 11: se qualcuno crea un'opera e pubblicate in nome e a conto e spese di un ente pubblico, provincia o comune (le regioni non sono citate in quanto non esistevano ancora nel 1941, quando fu creato l'articolo), o di un ente privato senza scopo di lucro, allora i diritti patrimoniali d'autore spettano all'ente stesso. In questo caso il diritto d'autore è tutelato per 20 anni (Art. 29) e non 70. Quindi ci si chiede a chi vadano i diritti allo scadere del ventesimo anno.[32]
- Software e Banche dati, Art. 12-bis: "Salvo patto contrario, il datore di lavoro è titolare del diritto esclusivo di utilizzazione economica del programma per elaboratore o della banca di dati creati dal lavoratore dipendente nell'esecuzione delle sue mansioni o su istruzioni impartite dallo stesso datore di lavoro."[33] Dunque egli è titolare dei diritti di sfruttamento patrimoniale, ma non dei diritti morali.
- Opera di disegno industriale, Art. 12-ter: "Salvo patto contrario, qualora un'opera di disegno industriale sia creata dal lavoratore dipendente nell'esercizio delle sue mansioni, il datore di lavoro è titolare dei diritti esclusivi di utilizzazione economica dell'opera."[34] Anche qui il datore di lavoro è titolare solo dei diritti di sfruttamento patrimoniale. A differenza dell'Art 12-bis non viene qui citato il caso il cui l'opera sia eseguita su istruzioni impartite dal datore di lavoro.

I giudici hanno elaborato linee giurisprudenziali che abbiano la portata dei principi previsti soprattutto dagli articoli 12-bis e 12-ter e che siano validi anche per altri casi. Il problema nasceva dal fatto che, ai sensi dell'Art 110 della legge sul diritto d'autore, "La trasmissione dei diritti di utilizzazione deve essere provata per iscritto". Nel caso in cui non ci sia una prova scritta:
- Se si tratta di lavoro dipendente: i diritti di utilizzazione spettano al datore di lavoro anche quando si parla di opere diverse da software, banche dati e disegno industriale.
- Se si tratta di lavoro indipendente o autonomo: si adotta un criterio più restrittivo, difatti vengono trasferiti solo i diritti necessari all'uso tipico dell'opera nei termini in cui è stata richiesta l'esecuzione. Il trasferimento di questi diritti è vincolato da:
- Elementi normativi: in particolare l'Art 119 della legge sul diritto d'autore contiene regole che si applicano al contratto di edizione ma che, secondo giurisprudenza(sentenze di giudici) e dottrina(professori di diritto che si occupano di questa materia), si applica a tutti i contratti che prevedono trasferimento di diritti. Il quinto comma dell'Art 119 cita così: L'alienazione di uno o più diritti di utilizzazione non implica, salvo patto contrario, il trasferimento di altri diritti che non siano necessariamente dipendenti dal diritto trasferito, anche se compresi, secondo le disposizioni del titolo I, nella stessa categoria di facoltà esclusive.[36].
- Un orientamento giurisprudenziale: la Sentenza della Corte di cassazione del 1982 riconosce che i diritti sono trasferiti entro i limiti dell'oggetto e delle finalità del contratto.

## I diritti dell'autore
Il diritto nasce al momento della creazione dell'opera, che il codice civile italiano identifica in una «particolare espressione del lavoro intellettuale». Il diritto d'autore può essere definito come "un diritto nel diritto" perché legato al bene costituzionale libertà di espressione con un generale richiamo al principio d'uguaglianza ex art. 3 Cost.
Quindi è dall'atto creativo che, incondizionatamente, il diritto si origina; non vi è pertanto alcun obbligo di deposito (ad esempio, presso la SIAE), di registrazione o di pubblicazione dell'opera (a differenza del brevetto industriale e dei modelli e disegni di utilità che vanno registrati con efficacia costitutiva), come si può leggere nell'articolo 5.2 della Convenzione Universale di Berna. Tuttavia, tali forme di pubblicazione costituiscono una manifesta e facilmente dimostrabile attribuzione della paternità (specie in caso di controversia).
L'autore ha la facoltà (positiva) di sfruttare la propria opera in ogni forma e modo. Questa facoltà discende dal riconoscimento anche a livello costituzionale della libertà di iniziativa economica privata.
Ciò che il diritto d'autore riconosce al creatore di un'opera sono piuttosto una serie di facoltà esclusive (ovvero negative), per impedire a terzi di sfruttare economicamente la propria opera. La legge riconosce in particolare le seguenti facoltà esclusive:
- pubblicazione (art. 12[39])
- riproduzione (art. 13[40])
- trascrizione (art. 14[41])
- esecuzione, rappresentazione o recitazione in pubblico (art. 15[42])
- comunicazione al pubblico, ovvero diffusione tramite mezzi di diffusione a distanza (telegrafo, telefono, radiodiffusione, televisione e mezzi analoghi, tra cui il satellite, il cavo e la stessa Internet), compresa la sua messa a disposizione del pubblico in maniera che ciascuno possa avervi accesso nel luogo e nel momento scelti individualmente (le cosiddette fruizioni on demand) (art.16[43])
- distribuzione (art. 17[44])
- traduzione e/o elaborazione (art.18[45])
- vendita
- noleggio e prestito. (art. 18-bis[46])

Tutti i predetti diritti sono indipendenti l'uno dall'altro: l'esercizio di uno non esclude l'esercizio di tutti gli altri. Inoltre tali diritti riguardano l'opera sia nel suo insieme, sia in ciascuna delle sue parti.
Il diritto consiste di due elementi fondamentali: il diritto morale e il diritto di utilizzazione economica. Il primo è strettamente legato alla persona dell'autore e, salvo casi particolari, tale rimane, mentre il secondo è originariamente dell'autore, il quale può cederlo dietro compenso (ma anche gratuitamente) ad un acquirente (licenziatario), il quale a sua volta può nuovamente cederlo nei limiti del contratto di cessione e della legge applicabile, fermi i diritti morali.

### Diritto morale
Mira a tutelare la personalità dell'autore, il suo onore e la sua reputazione con una corretta comunicazione agli altri delle sue opere.
I diritti morali sono per loro natura irrinunciabili, inalienabili (l'eventuale cessione dei diritti di sfruttamento economico dell'opera da parte dell'autore a terze figure, non pregiudica il diritto morale che rimane inalterato) e autonomi (il diritto morale è indipendente dai diritti di sfruttamento economico. Qualora concorrano gravi ragioni morali, l'autore può sempre disporre il ritiro dell'opera dal commercio anche dopo la cessione dei diritti economici).
Nonostante l'inalienabilità del diritto morale, se l'autore riconosce e accetta le modificazioni della propria opera, "non è più ammesso ad agire per impedirne l'esecuzione o per chiederne la soppressione " (art 22.2 L. 633/41).
I diritti morali, con una eccezione, sono inoltre illimitati nel tempo in quanto durano per sempre e possono essere fatti valere anche dagli eredi: "Dopo la morte dell'autore il diritto morale può essere fatto valere, senza limite di tempo, dal coniuge e dai figli e, in loro mancanza, dai genitori e dagli altri ascendenti e da discendenti diretti; mancando gli ascendenti e i discendenti, dai fratelli e dalle sorelle e dai loro discendenti" (art.23 L. 633/41).
Il diritto morale si specifica in una serie di facoltà:
- A) Il diritto alla paternità dell'opera. (art. 20 L. 633/41)
  - L'autore gode del diritto di rivendicare la paternità dell'opera, cioè di esserne pubblicamente indicato e riconosciuto come l'artefice e all'inverso, che non gli venga attribuita un'opera non sua o diversa da quella da lui creata. L'usurpazione della paternità dell'opera costituisce plagio, contro il quale il vero autore può difendersi ottenendo per via giudiziale la distruzione dell'opera dell'usurpatore, oltre al risarcimento dei danni (in caso di opera anonima o pseudonima l'autore può rivelarsi, se vuole, quando meglio crede) e di opporsi a qualsiasi modifica o ad ogni atto che possa pregiudicare il suo onore o la sua reputazione.
  - L'autore di un'opera anonima o pseudonima ha sempre il diritto di rivelarsi e di far riconoscere in giudizio la sua qualità di autore (art. 21.1 L. 633/41).
  - L'autore ha anche il diritto di rivendicare l'opera nel caso terzi dicano di esserne gli autori (questo diritto porta ad affrontare il problema dei Ghostwriter).
  - Il diritto di paternità si estende anche al potere di pretendere che il nome dell'autore venga indicato sull'opera; tuttavia questa facoltà non ha carattere inderogabile ma dipende dall'opera e dagli accordi presi (per esempio nel caso di opere collettive, gli autori dei singoli contributi possono accordarsi sull'omissione del nome; in tal caso l'autore non può pretendere il contrario ma può solo dichiararsi autore del contributo e indicare il proprio nome in caso di utilizzazione separata del contributo).
  - L'editore è obbligato a riprodurre e porre in vendita l'opera col nome dell'autore, ovvero anonima o pseudonima, se ciò è previsto dal contratto.
  - Gli autori dell'opera cinematografica hanno diritto che i loro nomi siano menzionati nella proiezione della pellicola cinematografica.
  - Il diritto di tutela della paternità, che salvaguarda oltre a quello dell'autore, anche l'interesse pubblico, proteggendo la collettività da ogni forma di inganno o confusione nell'attribuzione della paternità intellettuale.
  - Dopo la morte dell'autore mantengono tali diritti i discendenti. È il diritto morale che regola la pubblicazione delle opere inedite effettuata dagli eredi dell'autore. Precisamente: " Il diritto di pubblicare le opere inedite spetta agli eredi dell'autore o ai legatari delle opere stesse, salvo che l'autore abbia espressamente vietata la pubblicazione o l'abbia affidata ad altri" (art. 24.1 L. 633/41).
  - Diritto di disconoscimento dei falsi: chiarito nell'art.7 del codice civile: "La persona, alla quale si contesti il diritto all'uso del proprio nome o che possa risentire pregiudizio dall'uso che altri indebitamente ne faccia, può chiedere giudizialmente la cessazione del fatto lesivo, salvo il risarcimento dei danni" , inoltre nell'art.2 della costituzione è chiarito il concetto dell'identità personale ovvero la protezione della propria identità.

- B) Il diritto all'integrità dell'opera.(art. 20 L. 633/41)

L'autore ha diritto ad essere giudicato dal pubblico per l'opera così come egli l'ha concepita e a conservare la reputazione che deriva dalla corretta conoscenza dell'opera. Questo diritto tutela non solo le modifiche dell'opera ma anche qualsiasi modalità di comunicazione dell'opera che ne falsi la percezione e quindi il giudizio da parte del pubblico.
La tutela del diritto morale all'integrità dell'opera riguarda solo quelle modifiche che comportano un concreto pregiudizio per la personalità dell'autore.
Nel valutare se la modificazione dell'opera sia di pregiudizio all'onore a alla reputazione dell'autore è necessario far conciliare e tener conto delle esigenze di carattere tecnico sorte nel corso della realizzazione dell'opera o delle esigenze pratiche del committente che l'opera non ha soddisfatto.
In particolare:
- "nelle opere dell'architettura l'autore non può opporsi alle modificazioni che si rendessero necessarie nel corso della realizzazione. Del pari non potrà opporsi a quelle altre modificazioni che si rendesse necessario apportare all'opera già realizzata" (art. 20.2);
- nelle opere cinematografiche al produttore è attribuita " la facoltà di apportare alle opere cinematografiche le modifiche necessarie per il loro adattamento cinematografico" (art. 47 L. 633/41);
- negli articoli di giornale al direttore è attribuita la facoltà di " introdurre nell'articolo da riprodurre quelle modificazioni di forma che sono richieste dalla natura e dai fini del giornale" (art. 41 L. 633/41).

Gli atti a danno dell'opera cui l'articolo 20 si riferisce ("..di opporsi a qualsiasi deformazione, mutilazione od altra modificazione, e a ogni atto a danno dell'opera stessa..") sono modalità di utilizzazione e quindi di riproduzione o comunicazione dell'opera che senza modificare l'opera ne falsano la percezione.
Inoltre nell'art art. 20.2 L. 633/41 si specifica che nelle opere dell'architettura l'autore non si può opporre a modifiche che si ritengono necessarie, a meno che all'opera non sia riconosciuta un importante carattere artistico da parte delle competenti autorità statali, in tal caso spetterà all'autore lo studio e l'attuazioni di tali modifiche
Alcuni esempi di danno all'opera sono i seguenti:
- la diffusione televisiva di opere cinematografiche con ripetute interruzioni pubblicitarie;
- l'utilizzazione dell'opera per la promozione o per la pubblicità di prodotti;
- presentazione dell'opera in un contesto che ne trasformi negativamente il significato;
- rappresentazione ed esecuzione dell'opera che ne falsi del tutto lo spirito.

- C) Il diritto di pentimento.

L'art. 142 L. 633/41 e l'art. 2582 del codice civile stabiliscono che l'autore può domandare il ritiro dell'opera dal commercio se concorrono gravi ragioni morali.
In tal caso l'autore ha l'obbligo di corrispondere un indennizzo a coloro che hanno acquistato i diritti di riprodurre, diffondere, eseguire, rappresentare o mettere in commercio l'opera stessa. Questo diritto è inalienabile e irrinunciabile ma a differenza degli altri diritti morali, dopo la morte dell'autore non può essere esercitato dai familiari; precisamente "è personale e non trasmissibile" (art 142.2).
- D) Il diritto d'inedito.

Controversa è la questione di far derivare dall'art.142 L. 633/41 il diritto dell'autore di impedire la prima pubblicazione dell'opera, recedendo dai contratti con cui egli abbia disposto dei diritti di utilizzazione.
Estinto il diritto d'autore, l'opera diviene di pubblico dominio ed è liberamente utilizzabile da chiunque, anche a fini economici, purché sia rispettato il diritto morale alla titolarità artistica.

### Diritti patrimoniali
I diritti patrimoniali, detti anche diritti di utilizzazione economica, sono disciplinati della legge sul diritto d'autore.
Economici (Art.12)La norma che stabilisce cosa sono i diritti patrimoniali è l'art. 12 Legge 22 aprile 1941 n. 633: secondo questo articolo, l'utilizzo economico dell'opera può avvenire in ogni forma e modo. Inoltre, la prima forma di pubblicazione viene considerata come prima forma di esercizio di un diritto di utilizzazione. Gli articoli 12-bis e 12-ter ampliano la definizione dell'articolo 12, concentrandosi sull'ambito lavorativo e in particolare sui diritti d'autore dei datori di lavoro in merito ad una data pubblicazione.
Art. 12-bis Salvo patto contrario, il datore di lavoro è titolare del diritto esclusivo di utilizzazione economica del programma per elaboratore o della banca di dati creati dal lavoratore dipendente nell'esecuzione delle sue mansioni o su istruzioni impartite dallo stesso datore di lavoro.
Art. 12-ter Salvo patto contrario, qualora un'opera di disegno industriale sia creata dal lavoratore dipendente nell'esercizio delle sue mansioni, il datore di lavoro è titolare dei diritti esclusivi di utilizzazione economica dell'opera.

Art. 24 Il diritto di pubblicare le opere inedite spetta agli eredi dell'autore o ai legatari delle opere stesse, salvo che l'autore abbia espressamente vietata la pubblicazione o l'abbia affidata ad altri. Qualora l'autore abbia fissato un termine per la pubblicazione, le opere inedite non possono essere pubblicate prima della sua scadenza. Quando le persone indicate nel primo comma siano più e vi sia tra loro dissenso, decide l'autorità giudiziaria, sentito il pubblico ministero. È rispettata, in ogni caso, la volontà del defunto, quando risulti da scritto. Sono applicabili a queste opere le disposizioni contenute nella Sezione II del Capo II del Titolo III.
Durata (Art.25)Questi diritti durano tutta la vita dell'autore e fino a 70 anni dopo la morte di quest'ultimo (in Italia è così dal 1995; secondo la convenzione Universale di Berna), così come stabilito nel 1996. Dopo la morte dell'autore, il diritto di utilizzazione dell'opera, quando l'autore stesso non abbia altrimenti disposto, deve rimanere indiviso fra gli eredi per il periodo di tre anni, salvo che decisione dell'autorità giudiziaria. Dopo i 3 anni gli eredi possono stabilire, per comune accordo, che il diritto rimanga ancora in comunione per la durata che sarà da essi fissata, entro i limiti indicati nelle disposizioni contenute nei codici (art. 115 L. 633/41). Uno dei coeredi o una persona estranea alla successione dovrà prendersi il compito di gestire l'amministrazione e la rappresentanza degli interessi della comunione. In caso ciò non fosse possibile il compito sarà affidato alla SIAE (art. 116 L. 633/41). L'amministrazione si potrà solo occupare dei diritti di utilizzazione dell'opera. In caso di nuove edizioni o altre elaborazioni dovrà avere il consenso degli eredi rappresentanti la maggioranza per valore di quote ereditarie, salvo i provvedimenti dell'autorità giudiziaria a tutela della minoranza, secondo le norme del codice civile in materia di comunione. (art. 117 L. 633/41).
I diritti di utilizzazione economica, a differenza dei diritti morali, possono essere trasferiti oppure, in taluni casi, degradati a diritti a compenso in caso di utilizzazione dell'opera da parte di terzi. L'articolo 27 L.633/41 specifica che (fuori del caso previsto nel capoverso dell'art. 8) in caso di opera anonima o pseudonima, essa gode della riserva dei diritti di utilizzazione economica fino al settantesimo anno dopo la data di prima pubblicazione; se entro tale termine l'autore o chi per esso ai sensi dell'articolo 23 si rivela, vale l'articolo 25.
I diritti patrimoniali sono raggruppati in tre categorie:
- Diritti di riproduzione e distribuzione.
- Diritti di comunicazione al pubblico.
- Diritti di traduzione ed elaborazione.

Tutti i diritti esclusivi appartenenti a queste categorie sono indipendenti tra loro: l'esercizio di uno non esclude l'esercizio dell'altro (art. 19.1).

#### Diritti di riproduzione e distribuzione
L'autore può esercitare i seguenti diritti esclusivi per autorizzare, o no, azioni sulla sua opera. Fatto salvo il libro cartaceo che dopo la prima pubblicazione diviene di dominio pubblico (direttiva 9 luglio 2015) per la sola rivendita dell'originale nel mercato dell'usato.
1) Riproduzione (art. 13 L. 633/41)Si riferisce alla realizzazione di copie, temporanee o no, dell'opera, non solo su supporti materiali ma anche digitali. Le copie temporanee per la trasmissione su reti o per un utilizzo legittimo dell'opera, costituiscono un'eccezione alla regola (art. 68-bis L. 633/41). È un diritto eterogeneo in quanto si può riprodurre con diversi mezzi e modalità.
Il diritto di riproduzione comprende la riproduzione con i soli mezzi autorizzati dall'autore. Ogni mezzo di riproduzione è indipendente dagli altri, secondo il principio di indipendenza dei diritti espresso nell'articolo 19.1. La riproduzione non comprende la distribuzione: i due concetti non sono legati tra loro. Secondo l'art. 68.3 è consentita la riproduzione "mediante fotocopia, xerocopia o sistema analogo" purché si rispetti il limite del 15% del volume o fascicolo.
2) Trascrizione (art. 14 L. 633/41)Diritto esclusivo di usare dei mezzi per trasformare un'opera orale in scritta o riprodotta. Tali mezzi sono indicati nell'articolo precedente.
3) Distribuzione (art. 17 L. 633/41)L'autore gode del diritto di messa in commercio o in circolazione della propria opera materiale. In Italia è esclusa la distribuzione su internet, che fa parte dei Diritti di comunicazione al pubblico, a differenza di altre nazioni, come gli Stati Uniti d'America, che lo integrano nel diritto di distribuzione (parliamo per esempio di download di files). Una volta che la specifica copia dell'opera è stata messa in commercio, sotto autorizzazione dell'autore, sono legittime le distribuzioni di copie successive. Il principio di esaurimento si ha quando si esaurisce il diritto su un'opera (ad esempio con un atto di vendita) e viene meno il diritto di distribuzione per l'autore, che passa al nuovo titolare. È valido solo all'interno dell'Unione Europea e prevede la libera circolazione (sempre all'interno dell'UE) dopo la prima messa in vendita o atto di trasferimento dell'opera e dunque dopo che l'autore ha concesso i diritti al distributore (per esempio nel caso di libri, all'editore).
Per quanto riguarda i software, gli autori non possono opporsi alla rivendita delle proprie licenze usate che consentono di utilizzare i propri programmi scaricati via internet, in quanto prevale il principio di esaurimento.
Non si applica per la messa a disposizione del pubblico dell'opera (art 17.3) e per la "distribuzione la consegna gratuita di esemplari delle opere, effettuata o consentita dal titolare a fini promozionali, ovvero di insegnamento o di ricerca scientifica." (art. 17.4).
3b) Diritto di seguito (per arti figurative ("droit de suite", art. 144 L.d.A.)ovvero il diritto dell'autore di opere delle arti figurative e dei manoscritti a percepire una percentuale sul prezzo di vendita degli originali delle proprie opere in occasione delle vendite successive alla prima. La SIAE si occupa di stabilire le percentuali sulle vendite.
Il diritto di seguito spetta all'autore o a tutti i coautori e ai loro eredi fino alla sua estinzione, che avviene trascorsi 70 anni dalla morte dell'autore o dell'ultimo dei coautori. La percentuale del prezzo di vendita oggetto del compenso varia dal 4% allo 0,25% a seconda dell'entità del valore complessivo, tuttavia in ogni caso non può superare i 12500 €. Il diritto non si applica, inoltre, quando il venditore (professionista) abbia acquistato l'opera direttamente dall'autore nei tre anni precedenti la vendita ed il prezzo di quest'ultima non superi 10000 €. Il compenso è a carico del venditore ed è dovuto per tutte le vendite successive alla prima cui partecipi, come venditore, acquirente o intermediario, un professionista del mercato dell'arte. Saranno quindi soggette ad esso le transazioni di gallerie, case d'asta o mercanti d'arte, mentre saranno escluse le vendite dirette tra privati.
In base alla norma, per opere d'arte si intendono le creazioni originali dell'artista, come quadri, collage, dipinti, disegni, incisioni, stampe, litografie, sculture, arazzi, ceramiche, opere in vetro, fotografie ed esemplari considerati come opere d'arte e originali, nonché i manoscritti.
4) Noleggio e prestito (art. 18-bis L. 633/41)Riguarda l'autorizzazione che può essere concessa per il prestito o il noleggio ad opera di terzi. È un diritto esclusivo che viene mantenuto dall'autore anche dopo la vendita (art. 18-bis.4). Per "noleggio" si intende la messa a disposizione per un determinato periodo e a fronte di un pagamento, mentre con "prestito" si indica la libera messa a disposizione fatta da istituzioni pubbliche, ma è legittimo tra privati. Anche in caso di cessione di questo diritto a "un produttore di fonogrammi o di opere cinematografiche o audiovisive o sequenze di immagini in movimento" (art. 18-bis.5), l'autore dell'opera noleggiata ha diritto a un equo compenso.
L'esercizio di tale diritto non riguarda il prestito privato e le biblioteche statali. Quest'ultimo caso è regolamentato dall'art. 69.1 L.633/41: non è necessaria l'autorizzazione dell'autore per il "prestito eseguito dalle biblioteche e discoteche dello Stato e degli enti pubblici, ai fini esclusivi di promozione culturale e studio personale".
Il 19 novembre 1992 viene emanata la Direttiva 92/100/CE del Consiglio, che concerne il diritto di noleggio, il diritto di prestito e alcuni diritti connessi al diritto di autore in materia di proprietà intellettuale.
L'articolo 6, Diritto di Fissazione, di tale direttiva prevede delle deroghe al diritto esclusivo di prestito da parte di istituzioni pubbliche:
2. Ove gli Stati membri non applichino il diritto esclusivo di prestito di cui all'articolo 1 per quanto riguarda i fonogrammi, le pellicole e i programmi per elaboratore, essi introducono, almeno per quanto riguarda gli autori, una remunerazione.
3. Gli Stati membri possono esonerare alcune categorie di istituzioni dal pagamento della remunerazione di cui ai paragrafi 1 e 2.»
In Italia in seguito alla modifica dell'art.69 della Legge 22 aprile 1941, n.633 "Protezione del diritto d'autore e di altri diritti connessi al suo esercizio" (modificata dal decreto n.685 del 16 novembre 1994 di attuazione della direttiva 92/100) l'articolo risultava essere:
a) gli esemplari a stampa delle opere eccettuati gli spartiti e le partiture musicali;
b) i fonogrammi e i videogrammi contenenti opere cinematografiche o audiovisive o sequenze di immagini in movimento, siano esse sonore o meno, decorsi almeno diciotto mesi dal primo atto di esercizio del diritto di distribuzione.»
Nel 2002 la Commissione Europea applica un'indagine sull'applicazione della Direttiva negli Stati membri. Nella relazione relativa all'indagine si afferma che: «non sono stati rispettati gli obblighi minimi stabiliti dall'art. 5 e segnatamente quello di corrispondere almeno agli autori un compenso per il prestito delle loro opere da parte di determinate istituzioni pubbliche.»
Nel 2003 la Commissione Europea richiede informazione riguardanti l'applicazione della direttiva. Nello stesso anno mette in atto una procedura di infrazione: denuncia la mancata applicazione del DPP e quindi la mancata remunerazione degli aventi diritto, chiede inoltre di poter identificare "quali categorie di istituzioni pubbliche sono esentate e quali assoggettate al diritto di prestito" e ricorda il risultato della sentenza di condanna del Belgio (16 ottobre 2003): «se l'orientamento prevalente di un determinato Stato non consente di distinguere efficacemente tra categorie di istituzioni, occorre imporre a tutte le istituzioni interessate l'obbligo di pagare la remunerazione.»
Nel maggio 2005 la Commissione fa ricorso contro l'Italia alla Corte di Giustizia Europea: il paese dello stivale non ha rispettato gli obblighi della Direttiva 92/100/CE esentando «tutte le categorie d'istituzioni aperte al pubblico dal diritto di prestito». La Corte di giustizia pronuncia la sua sentenza il 26 ottobre 2006.
L'art. 69 della Legge 22 aprile 1941, n. 633, modificato da Legge 248/2000, decreto legislativo 68/2003, Legge 286/2006 è così formulato:
a) gli esemplari a stampa delle opere eccettuati gli spartiti e le partiture musicali;
b) i fonogrammi e i videogrammi contenenti opere cinematografiche o audiovisive o sequenze di immagini in movimento, siano esse sonore o meno, decorsi almeno diciotto mesi dal primo atto di esercizio del diritto di distribuzione, ovvero, non essendo stato esercitato il diritto di distribuzione, decorsi almeno ventiquattro mesi dalla realizzazione delle dette opere e sequenze di immagini.
2. Per i servizi delle biblioteche, discoteche e cineteche dello Stato e degli enti pubblici è consentita la riproduzione, senza alcun vantaggio economico o commerciale diretto o indiretto, in unico esemplare dei fonogrammi e dei videogrammi contenenti opere cinematografiche o audiovisive o sequenze di immagini in movimento, siano esse sonore o meno, esistenti presso le medesime biblioteche, cineteche e discoteche dello Stato e degli enti pubblici.»

#### Diritti di comunicazione al pubblico
I diritti di comunicazione al pubblico sono:
Esecuzione, rappresentazione e recitazione in pubblico presente (art. 15 L.633/41)Questi diritti hanno per oggetto l'esecuzione, la rappresentazione e la recitazione in pubblico "dell'opera musicale, dell'opera drammatica, dell'opera cinematografica, di qualsiasi altra opera di pubblico spettacolo e dell'opera orale" (art. 15.1).
È necessario distinguere alcune nozioni:
- Esecuzione: si intende per opere musicali e drammatico-musicali con assenza di azione scenica;
- Rappresentazione: riguarda le opere drammatiche, drammatico-musicali, coreografiche e pantomimiche nelle quali è presente l'azione scenica;
- Recitazione: indica la dizione, senza un'azione scenica, di opere letterarie o drammatiche.

Esistono poi delle forme atipiche:
- Rappresentazione o esecuzione di un'opera fissata: ad esempio la riproduzione pubblica di un CD oppure di una pellicola;
- Esposizione in pubblico di opere figurative.

Sono escluse le forme di comunicazione considerate non pubbliche, cioè l'esecuzione, la rappresentazione e la recitazione che avvengano nella cerchia familiare (art. 15.2), nei centri sociali o istituti di assistenza e nelle associazioni di volontariato (art.15.3), purché non vengano effettuate per scopi di lucro. L'autore ha diritto ad un equo compenso in caso di "esecuzione in pubblici esercizi a mezzo di apparecchi radioriceventi sonori, muniti di altoparlante, di opere radiodiffuse". L'ammontare della remunerazione è stabilito periodicamente dall'accordo tra la SIAE e i rappresentanti dell'associazione sindacale competente (art. 58 L. 633/41).
Comunicazione a pubblico distante (art. 16 e 16-bis L. 633/41).
Secondo l'articolo 16 L. 633/41, è un diritto esclusivo dell'autore, la comunicazione dell'opera al pubblico, "su filo e senza filo", attraverso l'utilizzo dei mezzi di diffusione a distanza (telegrafo, radio, televisione e analoghi). Sono comprese la trasmissione via satellite e la ritrasmissione via cavo. Queste due modalità di diffusione vengono ben definite e descritte nell'articolo 16 bis, dove vengono specificate le nozioni di satellite, comunicazione al pubblico via satellite e ritrasmissione via cavo.
La messa a disposizione dell'opera al pubblico rientra nell'articolo 16 e garantisce a ciascuno la possibilità di avere accesso all'opera, in ogni tempo e luogo. Il diritto di comunicazione al pubblico non si esaurisce con nessun atto di comunicazione e messa a disposizione (art 16.2).

##### Linking, framing e diritto d'autore
La Corte di Giustizia dell'Unione Europea (la "Corte di Giustizia"), con sentenza del 13 febbraio 2014 (proc. C-466/12, Nils Svensson, Sten Sjögren, Madelaine Sahlman e Pia Gadd vs. Retriever Sverige AB), ha chiarito che non costituisce violazione dei diritti di comunicazione al pubblico l'inserimento all'interno di un sito web di link (i.e.collegamenti ipertestuali) ad opere messe a disposizione dai titolari dei relativi diritti d'autore su altro sito web senza alcuna restrizione all'accesso. La Corte di Giustizia enuncia tale principio in risposta al rinvio pregiudiziale presentato dalla Corte d'appello di Svea nell'ambito di una controversia, sorta in Svezia, tra gli autori di alcuni articoli di giornale pubblicati sul sito web di uno dei principali quotidiani svedesi, il Göteborgs-Posten, e il gestore del sito web contenente i link ai suddetti articoli. In questo particolare caso la Corte d'appello di Svea chiedeva alla Corte di Giustizia se ci fosse stata violazione dei diritti di comunicazione al pubblico ai sensi dell'articolo 3 comma 1 della direttiva 2001/29/CE (la "Direttiva").
Nell'inquadrare il linking nell'ambito del sistema autorale, la Corte di Giustizia basandosi sulla Direttiva riconosce ai soggetti indicati all'articolo 2 della stessa Direttiva (i.e. autori, artisti, produttori, organismi di radiodiffusione) "il diritto esclusivo di autorizzare qualsiasi messa a disposizione del pubblico delle loro opere (mediante uno specifico mezzo tecnico) in maniera tale che ciascuno possa avervi accesso dal luogo e nel momento scelti individualmente". La Direttiva inoltre esclude l'operatività del principio dell'esaurimento in relazione agli atti di messa a disposizione delle opere al pubblico: nel senso che i titolari dei relativi diritti d'autore mantengono il diritto di autorizzare ciascuna cosiddetta "utilizzazione secondaria" della loro opera, i.e. qualsiasi messa a disposizione dell'opera resa possibile a seguito di un atto di messa a disposizione primaria dell'opera stessa.
Un caso simile, con sentenza del 21 ottobre 2014 (causa C-348/13), ha portato nuovamente la Corte di Giustizia dell'Unione Europea a pronunciarsi nell'ambito della riconducibilità al diritto esclusivo di comunicazione al pubblico di materiale protetto da diritto d'autore fruito tramite framing, cioè tramite la collocazione di tale materiale all'interno di una pagina web dalla quale è indipendente. Ponendo come presupposto la direttiva “InfoSoc” (2001/29/CE), che, nel considerando 23, specifica come la comunicazione al pubblico di un'opera che necessita dell'autorizzazione del titolare dei diritti d'autore debba essere intesa “in senso lato, in quanto concernente tutte le comunicazioni al pubblico non presente nel luogo in cui esse hanno origine”, la Corte di Giustizia non ha differenziato l'insieme indefinito di utenti di Internet che costituiscono il pubblico di riferimento del materiale accessibile sotto autorizzazione del titolare dei diritti da quello che vi accede tramite framing.
Tale sentenza si pone in risposta all'esposto dell'azienda tedesca BestWater International, la quale aveva denunciato la pubblicazione senza autorizzazione di un video pubblicitario su YouTube, e conseguentemente la collocazione tramite framing di questo video sul sito web di un'azienda concorrente. In tale ambito, la Corte di Giustizia europea ha stabilito come l'attività di framing non necessiti dell'autorizzazione del titolare dei diritti d'autore nella misura in cui l'opera protetta sia originariamente messa a disposizione dal titolare senza alcuna limitazione d'accesso, e che la “ripubblicazione” non consenta l'accesso all'opera a un pubblico nuovo.
Con la sentenza del 9 luglio 2015, la Corte di giustizia federale tedesca ha di conseguenza dato ragione alla parte lesa, argomentando come la pubblicazione originaria del video su YouTube fosse avvenuta senza l'autorizzazione del titolare dei diritti, e che pertanto si trovasse in violazione dei diritti esclusivi dell'autore dell'opera.
La Corte di Giustizia dell'Unione Europea ha fornito importanti chiarimenti sull'interpretazione dell'articolo 3, comma 1, della Direttiva 2001/29/CE . Nella sentenza dell'8 settembre 2016 (causa C-160/15, GS Media BV vs. Sanoma Media Netherlands BV, Playboy Enterprises International Inc., Britt Geertruida Dekker), pronunciata su rinvio pregiudiziale della Corte Suprema dei Paesi Bassi, si affrontava la questione della legittimità della pubblicazione di link a contenuti protetti da copyright, pubblicati senza autorizzazione su altri siti web, questo caso di proprietà di Playboy. La Corte ha stabilito che, per determinare se un collegamento ipertestuale costituisca 'comunicazione al pubblico', è rilevante valutare se esso sia stato fornito a fini di lucro. In tale caso, si presume la conoscenzadell’illiceità della pubblicazione, a meno che il soggetto non dimostri il contrario. Viceversa, se il collegamento è offerto senza scopo di lucro da chi non sapeva, né poteva ragionevolmente sapere, dell’illegittimità, non si configura una violazione del diritto d'autore.Di conseguenza, l’inserimento di link o contenuti tramite framing è considerato lecito solo se privo di finalità lucrative e se l’autore del collegamento ignora l’illiceità dell’originale pubblicazione.
Un'ulteriore pronuncia della Corte di Giustizia dell'Unione Europea è contenuta nella sentenza del 9 marzo 2021 (causa C-392/19, VG Bild-Kunst vs. Stiftung Preußischer Kulturbesitz), incentrata sull’utilizzo della tecnica del framing in presenza di misure tecnologiche di protezione (MTP). Il caso trae origine dal rifiuto della società tedesca VG Bild-Kunst, incaricata della gestione dei diritti d’autore nel settore delle arti visive, di stipulare un contratto di licenza con la fondazione SPK (Stiftung Preußischer Kulturbesitz), finalizzato alla pubblicazione online del proprio catalogo di opere. Il rifiuto era motivato dalla mancata previsione, nel contratto, di una clausola che imponesse alla fondazione l’adozione di strumenti tecnici idonei a impedire che i contenuti fossero incorporati da terzi tramite framing. La Corte ha stabilito che, qualora opere protette dal diritto d’autore siano legittimamente messe a disposizione del pubblico su un sito Internet, l’integrazione di tali opere in una pagina web di terzi mediante framing configura una «comunicazione al pubblico» qualora tale modalità eluda le MTP adottate o imposte dal titolare .
dei diritti d'autore. In tali circostanze, infatti, l’aggiramento delle protezioni tecniche costituisce una violazione del diritto esclusivo di comunicazione al pubblico da parte del titolare dei diritti .

#### Diritti di traduzione ed elaborazione
L'articolo 18 LDA conferisce all'autore le seguenti facoltà esclusive:
1. Traduzione dell'opera
  - Il diritto esclusivo di tradurre ha per oggetto la traduzione dell'opera in altra lingua o dialetto (art. 18.1 L. 633/41).
2. Elaborazione dell'opera
  - All'autore spetta il diritto di effettuare qualsiasi tipo di modifica (creativa e non) all'opera (art. 18.3 L. 633/41), inoltre può compiere "tutte le forme di modificazione, di elaborazione e di trasformazione dell'opera previste dall'art. 4" (art. 18.1 L. 633/41).
L'articolo 4 LDA tutela le seguenti elaborazioni di carattere creativo dell'opera:
    - le traduzioni in altra lingua;
    - le trasformazioni da una in altra forma letteraria od artistica;
    - le modificazioni ed aggiunte che costituiscono un rifacimento sostanziale dell'opera originaria;
    - gli adattamenti;
    - le riduzioni;
    - i compendi;
    - le variazioni non costituenti opera originale.

  - L'autore può impedire che altri non autorizzati possano plagiare, contraffare o elaborare abusivamente la sua opera. Le elaborazioni creative frutto di un accordo tra l'autore dell'opera originale e l'elaboratore sono tutelate dall'articolo 4 LDA, "senza pregiudizio dei diritti esistenti sull'opera originaria" (art. 4 L. 633/41).
L'elaboratore è riconosciuto come autore dell'elaborazione, "nei limiti del suo lavoro" (art. 7 L. 633/41).
  - Il secondo comma dell'articolo 18 L.D.A. stabilisce all'autore il diritto di pubblicare le sue opere in raccolta.
  - Eccezioni:[77].
    - Per quanto riguarda le opere architettoniche: "l'autore non può opporsi alle modificazioni che si rendessero necessarie nel corso della realizzazione" (art. 20.2 L. 633/41).
    - Per quanto riguarda gli articoli di giornale: "il direttore del giornale ha diritto, salvo patto contrario, di introdurre nell'articolo da riprodurre quelle modificazioni di forma che sono richieste dalla natura e dai fini del giornale" (art. 41.2 L. 633/41).
    - Per quanto riguarda le opere cinematografiche: "il produttore ha facoltà di apportare alle opere utilizzate nell'opera cinematografica le modifiche necessarie per il loro adattamento cinematografico" (art. 47.1 L. 633/41).
    - Per quanto riguarda i software, sono concesse la traduzione, l'adattamento, la trasformazione e ogni altra modificazione del programma per elaboratore, se necessarie "per l'uso del programma per elaboratore conformemente alla sua destinazione da parte del legittimo acquirente, inclusa la correzione degli errori" (art. 64-ter.1) o "indispensabili per ottenere le informazioni necessarie per conseguire l'interoperabilità, con altri programmi, di un programma per elaboratore creato autonomamente" (art. 64-quater.1 L. 633/41).
    - Per quanto riguarda le banche dati, sono concesse al legittimo utente tutte le modifiche necessarie per "l'accesso al contenuto della stessa banca dati e per il suo normale impiego" (art. 64-sexies.2 L. 633/41).

Caratteri:
- Indipendenza dei diritti: Art 19 LDA: i diritti vanno considerati uno per uno, sono indipendenti fra loro. L'esercizio di uno di essi non esclude l'esercizio esclusivo di ciascuno degli altri diritti.
- Diritti esclusivi/diritti ad equo compenso: in alcuni casi i diritti esclusivi implicano che non può esserci distribuzione senza il consenso dell'autore, in altri casi può essere distribuito sotto equo compenso. Tutto sta a descrizione dell'autore. Nel file sharing possono essere distribuite le opere create da autori che hanno dato il permesso per questo tipo di distribuzione (per esempio il software open source).

### Durata
I diritti di utilizzazione economica di un'opera sono soggetti a limiti di durata, differentemente dai diritti morali d'autore che non hanno alcuna limitazione temporale. L'art. 25 della legge 633/1941 afferma che il diritto d'autore delle opere d'ingegno ha validità fino al settantesimo anno solare dopo la morte dell'autore, secondo quanto disposto dalla direttiva CEE 93/98, recepita nell'ordinamento giuridico italiano con la legge 6 febbraio 1996 n. 52.
Esistono comunque alcuni casi particolari, previsti dalla legge del 1941: i seguenti.
1. In caso di opere realizzate con il contributo indistinguibile e inscindibile di più persone, l'art. 26 comma 1 dell'I.d.a afferma che la durata dei diritti spettanti a ciascun collaboratore si determina sulla vita del coautore che decede per ultimo.
2. Nelle opere collettive la durata dei diritti di utilizzazione economica spettante a ciascun collaboratore è determinata sulla vita di ciascuno di essi. In qualsiasi caso i diritti cessano dopo il settantesimo anno dalla prima pubblicazione, fatta eccezione per le opere periodiche (riviste, giornali ecc) secondo quanto affermato all'art.30.
3. Per le opere collettive periodiche i diritti di utilizzazione economica hanno validità di settant'anni a partire dalla fine dell'anno di pubblicazione dei singoli fascicoli o dei singoli numeri, secondo quanto affermato all'art. 30 comma 2.
4. Nelle opere anonime o pseudonime la durata dei diritti di utilizzazione economica è pari a settant'anni a partire dalla prima pubblicazione. Qualora l'autore si riveli o venga rivelato da persone da lui autorizzate o da soggetti stabiliti nell'art. 23 prima della scadenza dei settant'anni, si applica la durata temporale stabilita all'art. 25. La rivelazione deve essere fatta nelle forme previste dall'art. 28 mediante denuncia all'ufficio della proprietà letteraria, scientifica ed artistica presso il Ministero della cultura popolare.
5. Per le amministrazioni dello Stato (province, enti pubblici culturali, accademie ecc) la durata dei diritti esclusivi di utilizzazione economica è di venti anni dalla prima pubblicazione, secondo quanto affermato all'art.11.
6. Per le opere cinematografiche i diritti di utilizzazione economica durano fino al termine del settantesimo anno dopo la morte dell'ultima persona sopravvissuta tra le seguenti: il direttore artistico, gli autori della sceneggiatura, l'autore del dialogo e l'autore della musica, secondo quanto affermato dall'art. 32.
7. Nonostante l'art. 11 dica che l'opera creata per conto di un ente pubblico (che non prosegue scopo di lucro) spetti all'ente stesso, l'art. 29 (riferendosi all'art. 11) dice che in questo caso il diritto d'autore è tutelato per 20 anni e non per 70 (ci si pone il problema di chi sia il proprietario nei 50 anni rimanenti).

Ancora oggi è aperto il dibattito sul diritto d'autore per quanto concerne la durata in quanto è spesso considerata eccessiva nel suo arco temporale, essendo stata continuamente soggetta ad aumenti del limite di tempo. Infatti la Convenzione di Berna per la protezione delle opere letterarie e artistiche, adottata il 9 settembre 1886, stabilisce un termine minimo di tutela secondo cui l'opera è soggetta a diritto d'autore durante la vita del creatore dell'opera e per i 50 anni successivi alla morte (post mortem auctoris). Nel 1993 l'Unione europea tramite la direttiva 93/98/CEE raggiunge l'accordo secondo il quale la durata aumenta fino a 70 anni dopo la morte dell'autore.
Alcuni studiosi ritengono che ci siano due metamodelli dietro al modo con cui evolvono i sistemi giuridici:
- Path dependence: l'evoluzione che seguirà è condizionata dal percorso compiuto. Il fatto che esista un diritto d'autore con una durata già stabilita, anche se risultato di diverse modifiche (dipendenza dal percorso), induce a rendere più probabile un cambiamento orientato verso l'aumento, piuttosto che verso la riduzione della durata.
- Regulatory competition: concorrenza normativa o competizione politica. Gli ordinamenti giuridici tendono a competere tra loro riproducendo i modelli giuridici con esiti applicativi migliori e più solidi. Il diritto d'autore è un modello normativo che si è diffuso per clonazione ed è stato imitato in tutto il mondo, quindi la competizione regolatoria ha indotto all'omologazione e alla diffusione dei modelli.

Inoltre si possono individuare almeno due meccanismi che rendono ragionevole la tendenza all'aumento della durata del diritto d'autore:
- Meccanismo giuridico dei diritti acquisiti (diritti quesiti): sistema secondo cui dopo l'attribuzione di un diritto questo è immutabile e irrevocabile anche davanti a mutamenti del complesso di norme giuridiche. Questo rende molto complicato ridurre la durata del diritto d'autore.
- L'esistenza di un diritto implica anche la presenza di un gruppo di persone organizzato, enti o soggetti, che ne trae beneficio e per questo motivato a difenderlo. La ferma motivazione di godere del diritto non induce facilmente alla modifica della durata.

## Trasmissione dei diritti
La semplice cessione di un esemplare dell'opera non implica la trasmissione dei diritti di utilizzazione (art. 109 L. 633/41). Per esempio, ricevendo dall'autore una copia del libro, non si riceve automaticamente il diritto di pubblicarlo. La trasmissione di tali diritti deve sempre essere provata per iscritto (art. 110 L. 633/41).
Dall'articolo 107 in poi della legge sul diritto d'autore (legge 22 aprile 1941, n. 633) troviamo le norme che regolano la trasmissione dei diritti di utilizzazione.

### Trasmissione a causa di morte
Quando l'autore muore, in caso non abbia dato disposizioni diverse, il diritto di utilizzazione della sua opera rimane indiviso tra gli eredi «per tre anni dalla morte».
Sopra istanza di uno o più coeredi però, l'autorità giudiziaria può consentire, per gravi ragioni, di dividere il diritto di utilizzazione senza indugio.
Dopo i tre anni, gli eredi possono stabilire di comune accordo che tale diritto rimanga in comunione (regolata dalle disposizioni del codice civile e dalla LDA) ancora per la durata fissata da essi, entro i limiti indicati nei codici (art. 115).
In genere, l'amministrazione e la rappresentazione degli interessi della comunione è conferita ad uno dei coeredi o a persona estranea alla successione, ma se i coeredi trascurano la nomina e gli accordi su essa «entro un anno» dall'apertura della successione, l'amministrazione è conferita alla Società Italiana degli Autori ed Editori, ovvero la SIAE. Tale procedura è seguita anche quando si tratti di provvedere alla nomina di un nuovo amministratore (art. 116).
L'amministrazione, pur gestendo i diritti di utilizzazione dell'opera, «non può autorizzare nuove edizioni», «traduzioni o altre elaborazioni», «adattamento dell'opera alla cinematografia», alla «radiodiffusione» ed all'«incisione su apparecchi meccanici», senza il consenso degli eredi rappresentanti la maggioranza per valore delle quote ereditarie, salvo provvedimenti dell'autorità giudiziaria a tutela della minoranza, secondo le norme del codice civile in materia di comunione (art. 117).
In tale porzione della legge sono inoltre definite due classi di contratti tipici: il contratto di edizione e il contratto di esecuzione e rappresentazione.

### Il contratto di edizione
Il contratto di edizione è regolato dagli articoli 118 e seguenti (118/135). Tali articoli definiscono alcune norme imperative a tutela degli autori, che non sono derogabili dai contraenti:
- Durata massima di 10 anni per i contratti che hanno come oggetto l'alienazione dei diritti esclusivi dell'autore per opere non ancora create (art. 120.3 L. 633/41)
- Obbligo di pubblicazione entro 2 anni dalla data della consegna dell'esemplare completo (art. 127 L. 633/41)
- Obbligo di interpellare l'autore prima di procedere alle nuove edizioni, per permettergli di apportare modifiche. (art. 129.2 L. 633/41)

Salvo accordo contrario (e alcuni casi particolari), il compenso dell'autore è calcolato in base a una percentuale del prezzo di copertina (art. 130 L. 633/41). L'autore, però, ha il diritto di opporsi al prezzo fissato se lo ritiene negativo per i suoi interessi o per la diffusione dell'opera (art. 131 L. 633/41).
L'articolo 122 distingue due tipologie di contratto di edizione:
- il contratto per edizione: conferisce all'editore il diritto di eseguire una o più edizioni entro venti anni dalla consegna dell'opera, indicando preventivamente il numero delle edizioni e degli esemplari per ogni edizione (nel contratto possono essere previste più ipotesi). Nel caso questi ultimi dati non siano specificati, si intende che il contratto abbia per oggetto un'unica edizione di al massimo duemila copie.
- il contratto a termine: conferisce all'editore il diritto di eseguire un qualsiasi numero di edizioni entro un termine stabilito, mai superiore a 20 anni. Il termine di venti anni non si applica ai contratti di edizione riguardanti enciclopedie, dizionari, schizzi, disegni, vignette, illustrazioni, fotografie, lavori di cartografia, opere drammatico-musicali e sinfoniche.

### Il contratto di esecuzione e rappresentazione
Un altro esempio di contratto tipico presente nella legge sul diritto d'autore è il contratto di esecuzione e rappresentazione, previsto negli articoli da 136 a 141. Mediante questo contratto, l'autore può attribuire a terzi il diritto di rappresentazione o esecuzione.
In particolare:
- «L'autore concede la facoltà di rappresentare in pubblico un'opera drammatica, drammatico-musicale, coreografica, pantomimica o qualunque altra opera destinata alla rappresentazione[82].
- «Il concessionario non deve apporre aggiunte, tagli o variazioni all'opera senza il consenso dell'autore né sostituirne i principali interpreti e i direttori di orchestra e dei cori in caso questi siano stati accordati con l'autore» (Art.138).

### Contratti atipici
I Contratti atipici rappresentano una particolare tipologia di contratto in cui le diverse parti sono libere di scegliere i termini che regolano il contratto senza restrizioni.
In particolare:
- «Le parti possono liberamente determinare il contenuto del contratto nei limiti imposti dalla legge. Le parti possono anche concludere contratti che non appartengono ai tipi aventi una disciplina particolare, purché siano diretti a realizzare interessi meritevoli di tutela secondo l'ordinamento giuridico» (Art.1322, Autonomia contrattuale).
- «I diritti di utilizzazione spettanti agli autori delle opere dell'ingegno, nonché i diritti connessi aventi carattere patrimoniale, possono essere acquistati, alienati o trasmessi in tutti i modi e le forme consentite dalla legge, salva l'applicazione delle norme contenute in questo capo» (Art. 107).

### Cessione e licenza dei diritti
Si definisce "cessione" un contratto che trasferisce definitivamente i diritti da un individuo ad un altro. Può essere:
- Esclusiva: chi cede i diritti se ne priva definitivamente;
- Non esclusiva: si crea una contitolarità dei diritti tramite una descrizione precisa di come funzionano i rapporti tra i diversi contitolari.

Una "licenza" è un contratto che conserva in capo al cedente il diritto sull'opera per un certo periodo di tempo o ad un certo fine ma ne mantiene la piena titolarità. Al raggiungimento della scadenza l'autore torna ad avere tutti i diritti sull'opera stessa, potendo eventualmente darli ad altri soggetti.
Sia la cessione che la licenza possono riguardare tutti i diritti o parte di essi. Inoltre la licenza può essere esclusiva o non esclusiva.
La legge regolamenta chiaramente i contratti di edizione ed il contratto di rappresentazione ed esecuzione,  tutti gli altri tipi di contratto invece devono essere predisposti in base alle specifiche esigenze del caso.
L'art. 110 LA inoltre dispone che:
"La trasmissione dei diritti di utilizzazione deve essere provata per iscritto".
L'art. 110-quater è entrato in vigore il 7 giugno 2022, introdotto dal Decreto Legislativo 8 novembre 2021, e dispone un obbligo da parte dei licenziatari o cessionari di diritti di utilizzazione economica di fornire, ad autori e artisti interpreti ed esecutori, con cadenza almeno semestrale, informazioni aggiornate, pertinenti e complete sullo sfruttamento delle opere e prestazioni artistiche.
L'art. 110-septies, in vigore dal 12 dicembre 2021, fornisce all'autore, all'artista interprete o all'esecutore la possibilità, in caso di mancato sfruttamento dei diritti concessi in licenza o trasferiti in esclusiva (alla cui causa non si possa ragionevolmente porre rimedio), di agire per la risoluzione del contratto o revocarne l'esclusiva. Inoltre, il comma 4 prevede, salvo diversa previsione contrattuale o diversa disposizione di legge, che lo sfruttamento dell'opera o della prestazione artistica debba avvenire nel termine stabilito dal contratto, e comunque non superiore a cinque anni o a due anni successivi alla disponibilità dell'opera da parte dell'editore o del produttore.

### Cessione di un esemplare dell'opera
«La cessione di uno o più esemplari dell'opera non comporta, salvo patto contrario, la trasmissione dei diritti di utilizzazione, regolati da questa legge» (Art. 109).
Per esempio, l'artista che realizza e vende un quadro non ne perde i diritti d'autore. L'acquirente ne acquisisce il diritto di riproduzione.

### Trasferimento limitato allo scopo
«I diritti possono essere trasferiti limitatamente a degli scopi predeterminati ed entro certi limiti. I contratti che hanno come oggetto il trasferimento dei diritti d'autore devono essere interpretati in modo restrittivo e conservativo» (Art.119 commi 3,4,5). Pertanto, quando vi è il minimo dubbio, il diritto non va considerato trasferito.

## Opere soggette al libero utilizzo
Le libere utilizzazioni, definite negli articoli da 65 a 71-decies della Legge sul Diritto d'Autore italiano, sono le eccezioni e le limitazioni che si applicano al diritto d'autore: esistono infatti alcune condizioni che legittimano l'utilizzo di opere in maniera libera. Le eccezioni si applicano ai diritti di utilizzazione economica, in particolare al diritto di riproduzione e al diritto di comunicazione al pubblico, ma non ai diritti morali. L'elenco delle libere utilizzazioni è esaustivo, ovvero tutto ciò che non è elencato espressamente non fa eccezione ed è normalmente protetto da diritto d'autore, se previsto.
La costituzione di un sistema di eccezioni nel diritto d'autore è necessaria a garantire il diritto di ciascuno di beneficiare delle opere dell'ingegno umano, espressa nell'articolo 27 della Dichiarazione Universale dei diritti dell'uomo, secondo il quale "ogni individuo ha diritto di prendere parte liberamente alla vita culturale della comunità, di godere delle arti e di partecipare al progresso scientifico ed ai suoi benefici". Lo scopo è consentire l'uso di parti di opere per esigenze di pubblica informazione, di libera discussione delle idee, di diffusione della cultura e di studio; l'articolo 33 della costituzione italiana evidenzia come "l'arte e la scienza sono libere e libero ne è l'insegnamento".
Si tratta di limitazioni all'esercizio del diritto di autore, giustificate da un interesse generale che prevale sull'interesse personale dell'autore.
Le eccezioni e limitazioni seguono le indicazioni della Direttiva 2001/29/CE, recepita in Italia con il D.Lgs. 68/2003.
La costruzione delle eccezioni da parte del legislatore nazionale è fatta in base ai principi del Three-step test, previsto dalla Convenzione di Berna (art. 9 comma 2) e ripreso dai trattati WIPO (art. 10 WCT e art. 16 WPPT) e TRIPs(art. 13), e dal 44 della Direttiva 2001/29/UE che considera i seguenti criteri:
- Limitazione ai soli casi speciali espressamente previsti dalla legge;
- In modo da evitare contrasti con lo sfruttamento normale dell'opera;
- In modo da non arrecare pregiudizio ingiustificato agli interessi legittimi del titolare del diritto.

Di seguito le principali eccezioni e limitazioni in generale sempre citando la fonte e il nome dell'autore ogni volta che è possibile (per un elenco completo si vedano gli artt. 65-71 quinquies della legge n. 633/41):
- Articoli di attualità di carattere economico, politico o religioso (art.65[91]): possono essere liberamente riprodotti o comunicati al pubblico in altre riviste o giornali, anche radiotelevisivi, se la riproduzione o l'utilizzazione non è stata espressamente riservata, purché si indichino la fonte da cui sono tratti, la data e il nome dell'autore, se riportata. Quindi di fatto se non viene indicato come riproduzione riservata, un articolo può essere riprodotto da chiunque (oggi praticamente tutti i giornali scrivono "riproduzione riservata" per impedire che i loro articolo vengano riprodotti da altri). Devono essere indicati:
  - nome della rivista/giornale,
  - data e numero della rivista/giornale,
  - nome dell'autore (se l'articolo è firmato);
- Riproduzione o comunicazione al pubblico di opere o materiali protetti utilizzati in occasione di avvenimento di attualità (art.65 comma 2[91]): è consentita ai fini dell'esercizio del diritto di cronaca e nei limiti dello scopo informativo, sempre che si indichi, salvo caso di impossibilità, la fonte, incluso il nome dell'autore se riportato (quindi se viene eseguita un'opera durante un evento pubblico, è possibile riprodurla per scopo di cronaca e informativo, ma solo entro quei limiti).
- Discorsi su argomenti di interesse politico o amministrativo tenuti in pubbliche assemblee o comunque in pubblico, nonché gli estratti di conferenze aperte al pubblico (art.66[92]): possono essere liberamente riprodotti o comunicati al pubblico, nei limiti giustificati dallo scopo informativo, nelle riviste o nei giornali anche radiotelevisivi o telematici, purché indichino la fonte, il nome dell'autore, la data e il luogo in cui il discorso fu tenuto. Quindi discorsi tenuti in pubblico, purché si indichi:
  - la fonte,
  - il nome dell'oratore,
  - la data e il luogo in cui è stato tenuto il discorso.
- Opere o brani di opere (art.67[93]-68[94]): Possono essere riprodotto a fine di pubblica sicurezza, nelle procedure parlamentari, giudiziarie o amministrative, purché si indichino la fonte e, ove possibile, il nome dell'autore.
- Fotocopie (art.68[94]): musei, biblioteche e archivi pubblici possono fare fotocopie delle loro opere, effettuate per i propri servizi, senza alcun vantaggio economico o commerciale diretto o indiretto. Si possono fare fotocopie del 15 per cento del volume, pubblicità esclusa, per uso personale (non vale per spartiti e partiture musicali). Agli autori si paga un equo compenso (è compreso nel costo delle fotocopie), è vietata la diffusione al pubblico delle copie realizzate.
- Atti di riproduzione temporanea privi di rilievo economico (art. 68bis[95]): questo articolo è particolarmente rilevante in quanto rende legale il funzionamento della rete internet, che basa la trasmissione di informazioni sulla creazione di copie temporanee che sarebbero vietate normalmente dal diritto d'autore (è un atto di riproduzione). Il testo integrale recita: "Salvo quanto disposto in ordine alla responsabilità dei prestatori intermediari dalla normativa in materia di commercio elettronico, sono esentati dal diritto di riproduzione gli atti di riproduzione temporanea privi di rilievo economico proprio che sono transitori o accessori e parte integrante ed essenziale di un procedimento tecnologico, eseguiti all'unico scopo di consentire la trasmissione in rete tra terzi con l'intervento di un intermediario, o un utilizzo legittimo di un'opera o di altri materiali."
- Il prestito eseguito dalle biblioteche e discoteche dello Stato e degli enti pubblici, ai fini esclusivi di promozione culturale e studio personale (art. 69[96]): Non è soggetto ad autorizzazione da parte del titolare del relativo diritto, al quale non è dovuta alcuna remunerazione. Il prestito tuttavia non è libero, e dietro equo compenso che però non pagano le biblioteche: è lo Stato a versare annualmente una quota alla SIAE (Società Italiana Autori ed Editori) per i diritti delle opere sul prestito. In caso di opere orfane, queste possono essere utilizzate dalle biblioteche, dagli istituti di istruzioni e dai musei accessibili al pubblico secondo l'art. 69-bis, dunque per i processi di digitalizzazione, conservazione, mantenimento, indicizzazione, catalogazione e restauro. I ricavi derivanti saranno usati per coprire le spese necessarie, e tutti gli altri utilizzi dovranno essere connessi alla missione di interesse pubblico. L'art. 69-quater garantisce una ricerca diligente dell'identità dell'autore dell'opera prima dell'utilizzo pubblico, consultando fonti appropriate sia in territorio nazionale che in territorio internazionale, come indicate dall'art 69-septies. Se questa ricerca non produce risultati entro un termine di novanta giorni l'opera è giudicata orfana e si può procedere all'utilizzo, previa comunicazione al Ministero dei Beni e delle attività culturali e del turismo. Nel caso in cui la ricerca vada a buon fine il titolare dei diritti può chiedere di porre fine allo status di opera orfana, impedendone l'utilizzo.
- Riassunto, citazione e riproduzione di brani o di parti di opera per critica, discussione o insegnamento (art.70[97]): Il riassunto, la citazione, la riproduzione di brani o parti di opera per scopi di critica, discussione o insegnamento, purché non costituiscano concorrenza all'utilizzazione economica dell'opera e vengano menzionati:
  - titolo dell'opera
  - autore
  - editore
  - eventuale traduttore

L'utilizzo di opere o parti di opere a scopo didattico e di critica è permesso dall'articolo 70 che recita: «1. Il riassunto, la citazione o la riproduzione di brani o di parti di opera e la loro comunicazione al pubblico sono liberi se effettuati per uso di critica o di discussione, nei limiti giustificati da tali fini e purché non costituiscano concorrenza all'utilizzazione economica dell'opera; se effettuati a fini di insegnamento o di ricerca scientifica l'utilizzo deve inoltre avvenire per finalità illustrative e per fini non commerciali. 1-bis. È consentita la libera pubblicazione attraverso la rete internet, a titolo gratuito, di immagini e musiche a bassa risoluzione o degradate, per uso didattico o scientifico e solo nel caso in cui tale utilizzo non sia a scopo di lucro [...] ]» Con alcune limitazioni (sulla porzione dell'opera o qualità) quindi è libera l'utilizzazione purché non sia a scopo di lucro e vengano menzionati:
- titolo dell'opera,
- autore,
- editore,
- eventuale traduttore.

Tra i diritti di compiere citazione o riproduzione di parti di opere, bisogna precisare però il concetto di parodia: il travestimento comico di una composizione o di un contenuto serio, o il pezzo musicale sul quale si inseriscono nuove parole. In ambito comunitario la parodia è contenuta tra le eccezioni al diritto di riproduzione esclusivo all'autore, nell'art. 5 della direttiva 29/2001 del Parlamento Europeo. Si ricorda inoltre che l'art. 21 della Costituzione Italiana dichiara la libertà di manifestare il proprio pensiero con la parola, lo scritto e ogni altro mezzo di diffusione, mentre l'art. 70 della legge 633/41 liberalizza la riproduzione, la citazione e la comunicazione al pubblico in ambito di critica o di discussione.
- Utilizzo previa trasformazione di un'opera protetta da diritto d'autore e da diritti connessi a beneficio delle persone con disabilità visive o difficoltà di lettura (art. 71bis[100]). In seguito all'attuazione della direttiva UE 2017/1564[101] si sono aggiunti all'art. 71bis i comma da 2bis a 2terdecie al fine di regolamentare e rendere libera la trasformazione in copie in formato accessibile delle opere o altro materiale protetti dal diritto d'autore e dai diritti connessi, che consentano al beneficiario di averne accesso in maniera agevole come una persona che non ha menomazioni o disabilità[102]. L'eccezione di cui al comma 2bis è riconosciuta alle seguenti categorie di beneficiari:
  1. non vedenti
  2. con una disabilità visiva
  3. con disabilità percettiva o di lettura
  4. con una disabilità fisica che impedisce loro di tenere o di maneggiare un libro, oppure di fissare o spostare lo sguardo nella misura che sarebbe normalmente necessaria per leggere

Ogni copia in formato accessibile deve rispettare l'integrità dell'opera o di altro materiale interessato, essendo consentiti unicamente le modifiche, le conversioni e gli adattamenti strettamente necessari per rendere l'opera accessibile nel formato alternativo per suo uso esclusivo e senza scopo di lucro. Inoltre ogni copia deve essere accompagnata dalla menzione del titolo degli autori, editori e traduttori.
- Misure Tecnologiche di Protezione (MTP), introdotte dal WIPO Copyright Treaty (Art. 71quinquies[103]): I titolari di diritti che abbiano apposto le misure tecnologiche di protezione sono tenuti alla rimozione delle stesse, per consentire l'utilizzo delle opere o dei materiali protetti, dietro richiesta dell'autorità competente, per fini di sicurezza pubblica o per assicurare il corretto svolgimento di un procedimento amministrativo, parlamentare o giudiziario. Inoltre sono tenuti ad adottare idonee soluzioni, anche mediante la stipula di appositi accordi con le associazioni di categoria rappresentative dei beneficiari, per consentire l'esercizio delle eccezioni, ma non quando messi a disposizione interattivamente o quando l'accesso avvenga sulla base di accordi contrattuali.Il diritto d'autore nell'era digitale. La distribuzione online delle opere... - Maria Lill� Montagnani - Google Libri * Copia Privata (Art. 71 sexies e seg.): nel rispetto delle Misure Tecnologiche di Protezione (MTP) è consentita la copia e la riproduzione privata "per uso esclusivamente personale, purché senza scopo di lucro e senza fini direttamente o indirettamente commerciali [...]."[104] [comma 1]. La riproduzione e la copia non possono essere effettuate da terzi poiché in quest'ultimo caso ricade nell'attività di riproduzione soggetta agli articoli 13, 72, 78-bis, 79 e 80 [comma 2] e non possono essere effettuate secondo l'art. 71sexties.1 se l'accesso alle opere in questione è consentito sulla base di obblighi contrattuali, ovvero quando l'opera è protetta da MTP [comma 3]. Nonostante i dettami del comma precedente è consentita la copia ad uso personale a coloro che hanno acquisito legittimamente il possesso di esemplari del materiale in questione a condizione che questo non violi il normale sfruttamento della stessa e non arrechi ingiustificato pregiudizio ai titolari dei diritti. I paragrafi septies ed octies regolamentano il compenso per ciò che è sancito dal paragrafo precedente sia per apparecchi e supporti di registrazione sia la raccolta, la gestione e la distribuzione degli stessi da parte della SIAE.

La dottrina tradizionale e la giurisprudenza hanno però dato una lettura fortemente restrittiva alle utilizzazioni libere, considerato che nell'ordinamento italiano non esiste il concetto di fair use che permette la riproduzione di opere per scopi educativi o scientifici ed è, per contro, più volte rimarcata la necessità di non far concorrenza economica all'autore nell'uso delle opere.
In seguito alla pretesa della SIAE di esigere compensi per diritto d'autore anche per l'utilizzo di opere coperte in attività didattiche, si è aperto un dibattito sull'introduzione del fair use in Italia, sulla falsariga di quello statunitense e del fair dealing di Common law. D'altro canto, il Parlamento dell'Unione Europea in sede di approvazione della direttiva sull'armonizzazione delle norme penali contro la pirateria informatica (Ipred2), aveva già sottolineato la particolarità delle esigenze didattiche o scientifiche.

Quest'introduzione trova resistenza negli interpreti e nella giurisprudenza italiani, sebbene agli inizi del 2008 il governo in risposta ad una interrogazione parlamentare dell'onorevole Grillini, abbia affermato che il testo dell'art. 70 debba interpretarsi in senso sostanzialmente analogo al fair use degli Stati Uniti.
Oltre alle libere utilizzazioni previste dall'art. 70, la normativa naturalmente non prevede restrizioni al possibile uso delle "licenze libere" internazionali.
Un criticato passo verso le tutele alla didattica previste dal fair use si è ravvisato nella modifica legislativa approvata con la legge n. 2/08 (su proposta della commissione cultura presieduta da Pietro Folena), il cui art. 2 ha aggiunto all'art. 70 della legge n. 633/1941 il comma 1-bis, secondo cui è consentita «la libera pubblicazione su internet, a titolo gratuito e senza scopo di lucro, di immagini e musiche a bassa risoluzione o degradate, per uso didattico o scientifico». Le critiche, in particolare, vertevano sull'ambiguità e genericità del testo.
A seguito di tale aggiunta, il giurista Guido Scorza e il giornalista Luca Spinelli hanno promosso un'iniziativa nazionale per una sua migliore definizione e l'introduzione di alcune ingenti liberalizzazioni nel diritto d'autore italiano, redigendo l'apposito decreto attuativo.

L'iniziativa, sostenuta da personalità della ricerca e della politica italiana (Elio Veltri, Fiorello Cortiana, Mauro Bulgarelli, Salvatore Gaglio, Bruno Mellano ed altri), ha portato alla proposta del decreto ai ministri per i beni e le attività culturali, della pubblica istruzione e dell'università e della ricerca. I decreti attuativi non sono stati ancora emanati.

## I programmi per elaboratore
La tutela dei programmi per elaboratore è stata introdotta nell'ordinamento giuridico italiano con il D. lgs. 518 emanato il 29 dicembre 1992 che, in seguito al recepimento della direttiva 91/250/CEE, ha modificato l'articolo 1 della l. 633/41 inserendo il seguente capo: "Sono altresì protetti i programmi per elaboratore come opere letterarie ai sensi della convenzione di Berna sulla protezione delle opere letterarie ed artistiche ratificata e resa esecutiva con legge 20 giugno 1978, n. 399, nonché le banche di dati che per la scelta o la disposizione del materiale costituiscono una creazione intellettuale dell'autore".
La novella del 1992 aggiunge al Capo IV del Titolo I la sezione VI (Programmi per elaboratore), che si apre con l'articolo 64-bis; il software viene equiparato ad un'opera intellettuale ed introdotto, quindi, tra le opere protette dal diritto d'autore.
L'art. 6 del D.Lgs. 518/92 ha affidato alla SIAE la tenuta di un Registro pubblico speciale per i programmi per elaboratore.
La LDA protegge i programmi per elaboratore sia nella loro forma di codice sorgente, ovvero nel linguaggio in cui sono scritti, sia nella forma di codice oggetto, intesa come la traduzione del linguaggio del programma in bit o linguaggio macchina.
Sono esclusi dalla tutela della LDA "le idee e i principi che stanno alla base di qualsiasi elemento di un programma, compresi quelli alla base delle sue interfacce" (art. 2 punto 8 L. 633/41).
In campo europeo, successive modifiche alla tutela del software vengono apportate dalle direttive 92/100/CEE e 93/98/CEE.
La prima, all'articolo 3, precisa che per il noleggio di programmi per elaboratore o loro copie rimangono vigenti le preesistenti disposizioni (art. 4 lett. c) della direttiva 91/250/CEE, la seconda, sulla armonizzazione dei termini di durata del diritto economico d'autore, con l'articolo 11, abroga l'articolo 8 della direttiva 91/250/CEE, che stabiliva una durata di 50 anni dei diritti economici per il software.
Secondo i principi generali della LDA all'autore spettano i diritti morali e quelli patrimoniali, tuttavia, quando la creazione di un software rientra nelle mansioni del lavoratore dipendente, i diritti patrimoniali spettano al datore di lavoro (art. 12-bis L. 633/41), mentre i diritti morali appartengono all'autore effettivo.
L'articolo 64-bis definisce alcuni dei principali diritti di utilizzazione economica, in particolare l'autore ha il diritto di effettuare o autorizzare:
- la riproduzione, permanente o temporanea, totale o parziale, del programma per elaboratore con qualsiasi mezzo o in qualsiasi forma (art. 64-bis lett. A L. 633/41);
- la traduzione, l'adattamento o la memorizzazione e ogni altra modificazione del programma per elaboratore (art. 64-bis lett. B L. 633/41);
- qualsiasi forma di distribuzione al pubblico, compresa la locazione, del programma per elaboratore originale o di copie dello stesso (art. 64-bis lett. C L. 633/41).

Come per ogni altra opera tutelata dal diritto d'autore, il titolare dei diritti sul software ha le facoltà esclusive di:
- esecuzione e rappresentazione in forma pubblica, secondo l'articolo 15 LDA;
- comunicazione al pubblico dell'opera, secondo l'articolo 16 LDA;
- pubblicazione in raccolta dell'opera, secondo l'articolo 18 LDA.

Non è necessaria alcuna autorizzazione del titolare dei diritti per le seguenti attività:
- uso e correzione degli errori se sono necessari per il corretto funzionamento del software (art. 64-ter L. 633/41);
- creazione di una copia di backup, "qualora tale copia sia necessaria per l'uso" (art. 64-ter.2 L. 633/41);
- studio del funzionamento del programma, "allo scopo di determinare le idee e i princìpi su cui è basato ogni elemento del programma stesso" (art. 64-ter.3 L. 633/41);
- riproduzione, traduzione e modifica del codice del software, se sono "necessarie per conseguire l'interoperabilità, con altri programmi, di un programma per elaboratore creato autonomamente" (art. 64-quater.1 lett. A L. 633/41).

I diritti patrimoniali sui programmi per elaboratore, come per ogni altra opera creativa tutelata dalla LDA, "durano tutta la vita dell'autore e sino al termine del settantesimo anno solare dopo la sua morte" (art. 25 L. 633/41).
Il titolare dei diritti trasferisce all'utente la possibilità di servirsi del software proprietario attraverso licenze d'uso, che stabiliscono i diritti e gli obblighi degli utilizzatori.
Nel 2000 viene pubblicata la legge 248/2000 che novella la legge 633/41:
- Il nuovo articolo 171 bis rende penalmente sanzionabile la duplicazione di software non solo quando viene duplicato ai fini della vendita, ma ogni volta che viene duplicato ricavandone profitto, pertanto anche il risparmio della spesa viene giudicato sanzionabile.
- L'articolo 181 bis prevede l'apposizione da parte della SIAE di "un contrassegno su ogni supporto contenente programmi per elaboratore o multimediali nonché su ogni supporto contenente suoni, voci o immagini in movimento, che reca la fissazione di opere o di parti di opere tra quelle indicate nell'articolo 1, primo comma, destinati ad essere posti comunque in commercio o ceduti in uso a qualunque titolo a fine di lucro." Il contrassegno non sarà obbligatorio per supporti contenenti semplici software di utilità o per programmi open source o contrassegnati dal no copyright.

Alla modalità di distribuzione del software proprietario si contrappone la concezione di software libero, promossa dalla Free Software Foundation fondata da Richard Stallman.

## Le banche dati
Le banche dati sono tutelate dalla legge sul diritto d'autore, ai sensi del D. lgs. 6 maggio 1999, n. 169 attuativo della direttiva 96/9/CE relativa alla tutela giuridica delle banche dati, e sono definite come "raccolta di opere, dati o altri elementi indipendenti sistematicamente o metodicamente disposti ed individualmente accessibili mediante mezzi elettronici o in altro modo" (art. 2 n. 9 L. 633/41).
Le modifiche alla LDA introducono al Capo IV del Titolo I la sezione VII (Banche di dati), che si apre con l'articolo 64-quinquies; alla legge viene aggiunto anche il Titolo II-BIS Disposizioni sui diritti del costitutore di una banca di dati – Diritti ed obblighi dell'utente.
Le basi di dati sono tutelate sia come opere dell'ingegno di carattere creativo (art. 1.2 L. 633/41), sia come bene prodotto grazie a rilevanti investimenti di denaro, tempo o lavoro, "indipendentemente dalla tutelabilità della banca di dati a norma del diritto d'autore o di altri diritti" (art. 102-bis.3 L. 633/41).
Nel primo caso agisce il diritto d'autore, il creatore della raccolta è il titolare delle facoltà esclusive di natura patrimoniale e morale limitatamente all'opera, non al contenuto, poiché "la tutela delle banche dati non si estende al loro contenuto e lascia impregiudicati diritti esistenti su tale contenuto" (art. 2 n.9 L. 633/41).
Secondo l'articolo 64-quinquies LDA l'autore può effettuare o autorizzare:
- "la riproduzione permanente o temporanea, totale o parziale, con qualsiasi mezzo e in qualsiasi forma" (art. 64-quinquies lett. A L. 633/41);
- la traduzione (se il contenuto è di pubblico dominio), l'adattamento, una diversa disposizione e ogni altra modifica (art. 64-quinquies lett. B L. 633/41);
- "qualsiasi forma di distribuzione al pubblico dell'originale o di copie della banca dati” (art. 64-quinquies lett. C L. 633/41);
- "qualsiasi presentazione, dimostrazione o comunicazione in pubblico, ivi compresa la trasmissione effettuata con qualsiasi mezzo e in qualsiasi forma" (art. 64-quinquies lett. D L. 633/41);
- l'utilizzazione economica dei risultati delle operazioni di cui alla lettera b) (art. 64-quinquies lett. E L. 633/41).

Non è necessaria alcuna autorizzazione del titolare dei diritti per le seguenti attività:
- l'accesso e la consultazione (non la riproduzione) svolte per finalità didattiche o di ricerca scientifica (art. 64-sexies lett. A L. 633/41);
- l'uso per fini di sicurezza pubblica o nell'ambito di una procedura amministrativa o giurisdizionale (art. 64-sexies lett. B L. 633/41);
- le operazioni indicate all'articolo 64-quinquies LDA se compiute da un utente legittimo e necessarie per l'accesso al contenuto della raccolta (art. 64-sexies lett. B,2 L. 633/41).

I diritti patrimoniali sulle basi di dati, come per ogni altra opera creativa tutelata dalla LDA, "durano tutta la vita dell'autore e sino al termine del settantesimo anno solare dopo la sua morte" (art. 25 L. 633/41).
La tutela della banca dati come bene giuridicamente rilevante, anche non costituente opera creativa, è definita all'articolo 102-bis LDA.
Secondo l'articolo in questione, il costitutore della banca di dati, ovvero colui che ha effettuato investimenti finalizzati alla realizzazione di una banca di dati, cittadino o residente nel territorio dell'Unione Europea (art. 102-bis.4 L. 633/41), è titolare di un diritto sui generis e può:
- "vietare le operazioni di estrazione ovvero reimpiego della totalità o di una parte sostanziale della stessa" (art. 102-bis.3 L. 633/41), ma non se eseguite dalle "biblioteche e discoteche dello Stato e degli enti pubblici, ai fini esclusivi di promozione culturale e studio personale" (art. 69.1 L. 633/41);
- non consentire "l'estrazione o il reimpiego ripetuti e sistematici di parti non sostanziali del contenuto della banca dati, qualora presuppongano operazioni contrarie alla normale gestione della banca di dati o arrechino un pregiudizio ingiustificato al costitutore della banca di dati" (art. 102-bis.9 L. 633/41).

La durata del diritto del costitutore è di 15 anni:
- "dal 1º gennaio dell'anno successivo alla data del completamento" (art. 102-bis.6 L. 633/41);
- "dal 1º gennaio dell'anno successivo alla data della prima messa a disposizione del pubblico", nel caso questa sia avvenuta prima dello scadere dei 15 anni dal completamento (art. 102-bis.7 L. 633/41).

La durata del diritto è rinnovabile in caso di modifiche o integrazioni sostanziali della banca dati (art. 102-bis.8 L. 633/41).
Il legittimo utente è tenuto a non "arrecare pregiudizio al titolare del diritto d'autore o di un altro diritto connesso relativo ad opere o prestazioni contenute in tale banca" (art. 102-ter.1 L. 633/41) e a non "eseguire operazioni che siano in contrasto con la normale gestione della banca dati o che arrechino un ingiustificato pregiudizio al costitutore della banca di dati" (art. 102-ter.2 L. 633/41).
Il legittimo utente può, invece, effettuare l'estrazione o il reimpiego di parti non sostanziali del contenuto "per qualsivoglia fine" (art. 102-ter.3 L. 633/41).

## Le "Edizioni nazionali"
Una particolare disciplina speciale è prevista per le cosiddette edizioni nazionali: che si hanno quando lo Stato od enti culturali particolarmente qualificati intendono onorare una personalità del mondo dell'arte o della scienza pubblicando l'opera omnia o una sua sezione particolarmente interessante (ad esempio i carteggi).
In tal caso il ministro con proprio decreto provvede alla costituzione di una commissione per affrontare i problemi scientifici della fissazione di un testo critico ed altresì gli aspetti operativi.
La particolare situazione delle Edizioni nazionali, che richiedono evidenti contemperamenti dell'ordinaria legislazione in tema di diritto d'autore con le esigenze culturali dell'intera nazione ha spinto il legislatore del 1942 a dedicare ad esse apposite norme.
L'art. 11 della legge del diritto d'autore dispone:
«Alle amministrazioni dello stato, alle provincie ed ai comuni spetta il diritto di autore sulle opere create e pubblicate sotto il loro nome e a loro conto e spese.
Lo stesso diritto spetta agli enti privati che non perseguano scopi di lucro, salvo diverso accordo con gli autori delle opere pubblicate, nonché alle accademie e agli altri enti pubblici culturali sulla raccolta dei loro atti e sulle loro pubblicazioni».
Il successivo articolo 29 disciplina gli aspetti economici della questione, sancendo che per 20 anni i diritti esclusivi di utilizzazione economica spettano alle amministrazioni dello Stato, enti pubblici o accademie che hanno promosso l'edizione nazionale. Uno speciale regime, con esclusiva ridotta a due anni, spetta invece alle accademie e agli altri enti pubblici culturali per le comunicazioni e le memorie da essi pubblicate.

Trascorso il regime speciale torna ad applicarsi la normativa ordinaria.

## Diritti connessi all'esercizio del diritto d'autore
Sono una serie di diritti che nascono in capo a soggetti diversi dall'autore dell'opera, ma la cui esistenza è direttamente "connessa" appunto all'esercizio dei diritti d'autore, poiché si riferiscono ad attività intellettuali e commerciali determinanti per il sistema dell'industria culturale.
Tradizionalmente sono i diritti disciplinati dal Titolo II della legge 633/1941 (art. 72 e seguenti) relativi all'incisione e produzione di fonogrammi, quelli relativi alla produzione di opere audiovisive e cinematografiche, quelli relativi all'emissione radiofonica e televisiva e quelli degli artisti interpreti ed esecutori.

### Diritti del produttore di fonogrammi
Gli artt. 72-78 della legge n. 633/1941 individuano i diritti connessi al diritto d'autore spettanti al produttore di fonogrammi.
I diritti connessi ai fonogrammi hanno una durata di 50 anni dalla prima fissazione del fonogramma. Nel caso in cui, durante tale periodo, il fonogramma venisse lecitamente pubblicato, la durata dei diritti è di 70 anni dalla data di prima pubblicazione (come riporta il Decreto Legislativo 21 febbraio 2014, n. 22). Secondo l'art. 12 della legge n. 633/1941: "È considerata come prima pubblicazione la prima forma di esercizio del diritto di utilizzazione.".
Salvi i diritti che spettano all'autore, trattati nel Titolo 1 della legge n. 633/1941, il produttore conserva sui suoi fonogrammi alcuni diritti esclusivi, per la durata e alle condizioni stabilite dagli artt. 72-78 della legge n. 633/1941. Tali diritti esclusivi comprendono:
- l'autorizzazione alla riproduzione dei suoi fonogrammi, diretta o indiretta, temporanea o permanente, in tutto o in parte, in qualunque modo o forma e con qualsiasi processo di duplicazione.
- l'autorizzazione alla distribuzione degli esemplari dei suoi fonogrammi.
- l'autorizzazione al noleggio ed il prestito degli esemplari dei suoi fonogrammi.
- l'autorizzazione alla messa a disposizione del pubblico dei suoi fonogrammi, in maniera tale che ciascuno possa avervi accesso dal luogo e nel momento scelti individualmente.

Tali diritti non si esauriscono con la vendita, con la distribuzione o con la messa a disposizione del pubblico dei fonogrammi. Il produttore conserva quindi i suoi diritti esclusivi sul fonogramma anche qualora esso venga venduto, noleggiato, dato in prestito o messo a disposizione di una terza persona. Quest'ultima non potrà quindi esercitare alcun diritto connesso al fonogramma senza l'autorizzazione del produttore.
In particolare, il diritto di distribuzione non si esaurisce nel territorio della Comunità Europea. Tuttavia, nel caso in cui la prima vendita del supporto contenente il fonogramma sia effettuata o consentita dal produttore, egli vedrà esaurirsi il suo diritto esclusivo di distribuzione.
Qualora il fonogramma venga pubblicamente utilizzato dalla cinematografia, per la radiodiffusione o per la diffusione televisiva, in occasione di feste danzanti o in generale nel caso di qualsiasi altra pubblica utilizzazione dei fonogrammi stessi, i soggetti che hanno diritto ad un equo compenso sono:
- il produttore di fonogrammi
- gli artisti interpreti
- gli artisti esecutori

L'esercizio di tale diritto spetta al produttore, il quale ripartisce il compenso con gli artisti interpreti o esecutori.
Nel caso in cui l'utilizzo del fonogramma è finalizzato all'insegnamento o alla comunicazione istituzionale, quest'ultima effettuata dallo Stato o da un ente autorizzato, non è previsto alcun compenso.
Il produttore può comunque opporsi al pubblico utilizzo di un suo fonogramma, qualora tale utilizzo arrechi grave pregiudizio ai suoi interessi industriali.
I supporti contenenti fonogrammi non possono essere distribuiti se non portano stabilmente apposte le indicazioni di cui all'art. 62 della legge n. 633/1941

### Diritti relativi alla produzione di opere audiovisive e cinematografiche
I diritti connessi all'esercizio del diritto d'autore relativi alla produzione di opere audiovisive e cinematografiche, ovvero i diritti di utilizzazione economica dell'opera, sono normati dall'art 78-ter della Legge 22 aprile 1941 n. 633.
Il produttore, cioè l'imprenditore che finanzia il progetto, che investe economicamente nella sua realizzazione, è titolare dei diritti connessi al diritto d'autore e può sfruttare tutti i diritti sul prodotto in questione, sia esso un'opera cinematografica, audiovisiva o una sequenza in movimento.
Come disposto dall'art 78-ter della L. 633/41 il produttore ha il diritto esclusivo di autorizzare:
- la riproduzione diretta o indiretta, temporanea o permanente, in qualunque modo o forma, in tutto o in parte, degli originali e delle copie delle proprie realizzazioni;
- la distribuzione con qualsiasi mezzo, compresa la vendita, dell'originale e delle copie di tali realizzazioni. Il diritto di distribuzione non si esaurisce nel territorio della Comunità europea se non nel caso di prima vendita effettuata o consentita dal produttore in uno Stato membro;
- il noleggio ed il prestito dell'originale e delle copie delle sue realizzazioni. La vendita o la distribuzione, sotto qualsiasi forma, non esauriscono il diritto di noleggio e di prestito;
- la messa a disposizione del pubblico dell'originale e delle copie delle proprie realizzazioni, in maniera tale che ciascuno possa avervi accesso dal luogo e nel momento scelti individualmente. Tale diritto non si esaurisce con alcun atto di messa a disposizione del pubblico.

I diritti del produttore riguardano, quindi, secondo l'art. 46 della Legge sul Diritto d'Autore, lo "sfruttamento cinematografico dell'opera prodotta", realizzato attraverso la proiezione nelle sale cinematografiche. Al produttore in questo modo saranno ceduti i diritti elencati sopra.
In caso il produttore volesse modificare in parte l'opera cinematografica in seguito a esigenze tecniche o di commercializzazione dell'opera, secondo l'art. 47 della Legge sul Diritto d'Autore egli potrà effettuare esclusivamente "le modifiche necessarie per il loro adattamento cinematografico". Ciò vuol dire che per le modifiche riguardanti l'intera opera cinematografica bisogna avere il benestare del regista anche quando le modifiche si intendono realizzare in vista di una più efficiente utilizzazione commerciale.
La durata dei diritti connessi al produttore cinematografico è di 50 anni dalla fissazione. Se l'opera cinematografica o audiovisiva è pubblicata o comunicata al pubblico durante tale termine, la durata è di 50 anni dalla prima pubblicazione.

### Diritti relativi all'emissione radiofonica e televisiva
I diritti relativi all'emissione radiofonica e televisiva sono previsti dal Titolo II ("Disposizioni sui diritti connessi all'esercizio del diritto d'autore") Capo II della Legge 22 aprile 1941 n. 633 e disciplinati dall'articolo 79.
Quest'ultimo attribuisce ai soggetti che esercitano un'attività di emissione radiofonica e televisiva una serie di diritti esclusivi tra cui quello di:
- autorizzare la fissazione delle proprie emissioni effettuate sul filo o via etere;
- autorizzare la riproduzione diretta o indiretta delle fissazioni delle proprie emissioni;
- autorizzare la ritrasmissione su filo o via etere delle proprie emissioni e la loro comunicazione al pubblico se questa avviene in luoghi accessibili mediante il pagamento di un diritto di ingresso (trattato anche dall'art. 180-bis[123];
- autorizzare la distribuzione delle fissazioni delle proprie emissioni.

Questi diritti esclusivi possono essere esercitati senza però pregiudicare quelli previsti dalla stessa legge a favore di altri soggetti, quali l'autore, il produttore fonografico, il produttore cinematografico e gli artisti interpreti ed esecutori.
In seguito all'entrata in vigore del D.Lgs. 26 maggio 1997 n. 154, la durata di questi diritti è stata estesa a 50 anni dalla prima diffusione di una emissione.

L'espressione "radio-diffusione" riguarda sia l'emissione radiofonica che quella televisiva, mentre l'espressione "su filo o via etere" include le emissioni via cavo e via satellite.
In seguito allo sviluppo delle moderne tecnologie digitali, la diffusione via satellite, la ritrasmissione via cavo di programmi radiofonici e televisivi provenienti da altri Stati europei, avvennero una serie di problemi sia di armonizzazione di natura legislativa sia di negoziazione dei diritti di utilizzazione economica.
Nel 1993 la Comunità Europea ha ripreso la questione lasciata in sospeso nelle precedenti Direttive con l'emanazione della Direttiva 93/83/CEE per il coordinamento di alcune norme in materia di diritto d'autore e diritti connessi. Tale Direttiva ha fissato le regole per la diffusione di programmi effettuata oltre le frontiere dei singoli Stati membri all'interno però del territorio della Comunità Europea cercando un giusto equilibrio tra gli interessi degli organismi di radiodiffusione che effettuano trasmissioni via satellite o via cavo e i diritti degli autori delle opere inserite nei programmi, i diritti degli artisti interpreti ed esecutori e quelli dei produttori di fonogrammi e degli organismi di emissione.
La Direttiva 93/83/CEE è composta da 4 Capi di cui il I intitolato "Definizioni" definisce il concetto di "satellite", di "comunicazione al pubblico via satellite" con i vari aspetti che la comunicazione può assumere, di "ritrasmissione via cavo" e stabilisce quali società possono considerarsi "società di gestione collettiva" di diritti d'autore.
Per quanto riguarda il concetto di "satellite", bisogna distinguere tra la definizione comune di satellite artificiale, espressione con la quale si indica un'apparecchiatura complessa messa in orbita intorno alla terra, e la definizione prevista dalla direttiva che considera satellite quello operante su bande di frequenza riservate, secondo la Convenzione internazionale delle telecomunicazioni, alla trasmissione di segnali ricevibili dal pubblico o riservati alla comunicazione individuale privata. La normativa comunitaria ha inoltre specificato il concetto di "comunicazione al pubblico via satellite" che è l'atto di inserire, sotto il controllo dell'organismo di radiodiffusione, i segnali portatori di programmi destinati ad essere ricevuti dal pubblico in una sequenza ininterrotta di comunicazione diretta al satellite e poi a terra. A questo proposito si applica la legislazione dello Stato nel quale ha luogo la comunicazione al pubblico via satellite.
Un'altra definizione importante data dalla direttiva in questione è quella di "ritrasmissione via cavo" che è la ritrasmissione simultanea, invariate ed integrale, tramite un sistema di ridistribuzione via cavo o a frequenze molto elevate, di un'emissione primaria proveniente da un altro Stato membro e riguardante programmi radiofonici e televisivi destinati ad essere captati dal pubblico. In pratica un organismo di distribuzione trasmette via cavo agli utenti, i quali possono usufruire di questi segnali solo mediante appositi apparecchi e dietro pagamento di un abbonamento periodico.

La ritrasmissione via cavo, come quella via satellite, è da considerarsi un'emissione secondaria, la quale si distingue da quella primaria in quanto quest'ultima prevede solo la possibilità di trasmettere programmi originari destinati appunto ad una primaria utilizzazione attraverso forme di distribuzione diretta (es. la televisione via cavo interattiva cioè il video-on demand).

Inoltre la direttiva dispone che gli Stati membri devono assicurare che questa trasmissione via cavo sia effettuata nel rispetto del diritto d'autore e dei diritti connessi sulla base dei contratti individuali o collettivi conclusi tra i soggetti interessati. I diritti di comunicazione al pubblico via satellite e di ritrasmissione via cavo sono dei diritti esclusivi per cui non sono valide forme di licenze legali o di diritto a compenso.

Gli Stati membri devono affidare l'esercizio del diritto di ritrasmissione via cavo a delle società di gestione collettiva (in Italia vi è la SIAE) per garantire l'effettivo esercizio di tale diritto e semplificare le procedure di autorizzazione rispetto alle opere e alle prestazioni protette.

### Diritti relativi ad artisti interpreti ed esecutori
La legge sul diritto d'autore dedica agli artisti interpreti ed esecutori diversi articoli in cui è contenuto il Diritto dell'artista interprete ed esecutore, da 80 a 85, e li identifica come "gli attori, i cantanti, i musicisti, i ballerini e le altre persone che rappresentano, cantano, recitano, declamano o eseguono in qualunque modo opere dell'ingegno, siano esse tutelate o di dominio pubblico".
 L'art. 82 completa questa definizione, specificando che sono compresi nella denominazione di artisti interpreti anche coloro che sostengono nell'opera o composizione drammatica, letteraria o musicale, una parte di notevole importanza artistica, anche se di artista esecutore comprimario, i direttori d'orchestra e del coro, e infine i complessi orchestrali o corali, a condizione che la parte orchestrale o corale abbia valore artistico di per sé stante e non di semplice accompagnamento.

Perciò, i soggetti di questo diritto sono gli artisti interpreti ed esecutori solo se parte di notevole importanza artistica.
Interprete è colui che non si limita a eseguire l'opera così come è stata scritta, ma, attraverso lo studio e un lavoro di ricostruzione, ne comprende il significato, appropriandosene, e sceglie i modi tecnici per la realizzazione della stessa; in questa maniera svolge una funzione di mediazione tra l'autore dell'opera e il pubblico che ne fruisce.

Per esempio il tenore Pavarotti oppure Mina, nella musica leggera italiana, sono artisti interpreti: infatti essi cantano composizioni scritte da altri, ma apportano in esse l'impronta della propria forte personalità, con il risultato che la loro interpretazione rimane unica e inimitabile. Tale attività, di chiaro contenuto intellettuale, non è certo paragonabile a quella creativa dell'autore, ma è tuttavia meritevole di tutela.
La legge sul diritto d'autore prevede una protezione sia dal punto di vista patrimoniale che morale.
Nel primo caso è riconosciuto un diritto al compenso, svincolato da quello dovuto contrattualmente per la prestazione artistica, ma derivato dal profitto ricavato dalla fissazione su supporto materiale e dalla diffusione della prestazione artistica (registrazione e/o radiodiffusione) e per le successive utilizzazioni.
L'art. 80 n. 2 riconosce agli artisti di notevole importanza (rispetto ai canoni dettati dall'art. 82), indipendentemente dalla eventuale retribuzione spettante per le loro prestazioni artistiche dal vivo, i diritti esclusivi di:
- la fissazione delle loro prestazioni artistiche (ossia le registrazioni);
- la riproduzione diretta o indiretta della fissazione delle loro prestazioni artistiche (per esempio la radiodiffusione del disco);
- la comunicazione al pubblico, in qualsivoglia forma e modo (interattiva e non);
- autorizzare la messa a disposizione del pubblico in maniera tale che ciascuno possa avervi accesso dal luogo e nel momento scelti individualmente;
- la distribuzione delle fissazioni delle loro prestazioni artistiche;
- il noleggio o il prestito delle fissazioni delle loro prestazioni artistiche e delle relative riproduzioni: l'artista interprete o esecutore, anche in caso di cessione del diritto di noleggio a un produttore di fonogrammi o di opere cinematografiche o audiovisive o sequenze di immagini in movimento, conserva il diritto di ottenere un'equa remunerazione per il noleggio concluso dal produttore con terzi. Ogni patto contrario è nullo.

Questo diritto si costituisce nel momento stesso in cui avviene la performance e ha durata di cinquant'anni a partire dalla prima esecuzione pubblica. Tuttavia, come stabilito nell'art. 85:
"a) se una fissazione dell'esecuzione, rappresentazione o recitazione, con un mezzo diverso dal fonogramma, è lecitamente pubblicata o lecitamente comunicata al pubblico durante tale termine, i diritti durano cinquanta anni a partire dalla prima pubblicazione, o, se anteriore, dalla prima comunicazione al pubblico;
b) se una fissazione dell'esecuzione in un fonogramma è lecitamente pubblicata o lecitamente comunicata al pubblico durante detto periodo, i diritti durano settanta anni dalla data della prima pubblicazione o, se anteriore, da quella della prima comunicazione al pubblico."
Secondo l'art. 84 n. 1 si presume che gli artisti interpreti ed esecutori cedano i diritti di utilizzazione alla stipula del contratto per la produzione di un'opera cinematografica o audiovisiva o sequenza di immagini in movimento.
I successivi paragrafi n. 2 e n. 3 del medesimo articolo non sono rinunciabili e prendono in considerazione:
- il diritto al compenso per le comunicazioni al pubblico (art. 84.2) affermando che agli "artisti interpreti ed esecutori che nell'opera cinematografica e assimilata sostengono una parte di notevole importanza artistica, anche se di artista comprimario, spetta, per ciascuna utilizzazione dell'opera cinematografica e assimilata a mezzo della comunicazione al pubblico via etere, via cavo e via satellite un equo compenso a carico degli organismi di emissione";
- qualsiasi altro uso al di fuori della diffusione (art. 84.3) sostenendo che per ciascuna utilizzazione di opere cinematografiche e assimilate diversa da quella prevista nel comma 2 e nell'articolo 80, comma 2, punto 5), agli artisti interpreti ed esecutori spetta un equo compenso a carico di coloro che esercitano i diritti di sfruttamento per ogni distinta utilizzazione economica.

L'esercizio del diritto all'equo compenso è riservato al produttore fonografico, il quale deve, tuttavia, ripartire i guadagni tra gli artisti interpreti o esecutori.
Dal punto di vista morale invece l'artista viene tutelato dai seguenti:
- a norma dell'art. 81[129], egli può opporsi alla diffusione, trasmissione o riproduzione della sua recitazione, rappresentazione o esecuzione che possa essere di pregiudizio al suo onore o reputazione. Tale norma è restrittiva, limitando la protezione solo per la lesione dell'onore o reputazione.

A completamento della tutela morale dell'artista interprete ed esecutore, si suole utilizzare, in sede di giudizio, anche l'art. 10 del Codice Civile, che garantisce il diritto all'immagine.
- l'art. 83 ricalca il diritto alla paternità dell'opera, riconoscendo la facoltà di pretendere che il nome dell'autore sia indicato nella comunicazione al pubblico della loro prestazione artistica e sia apposto su supporti (quali videogrammi e fonogrammi, contenenti la fissazione della loro prestazione).

## Diritti connessi minori o affini
Sono diritti connessi previsti dalla Legge 633/41 riguardanti casi specifici di opere comunemente giudicate meno creative. Secondo l'art. 99-bis della legge citata in precedenza è reputato titolare di un diritto connesso, salvo prova contraria, chi, nelle forme d'uso, è individuato come tale nei materiali protetti, ossia la persona ritenuta tale nella recitazione, esecuzione, rappresentazione o comunicazione al pubblico. Gli oggetti tutelati da questi diritti sono i seguenti.

### Opere audiovisive sportive
In seguito alla Legge del 19 luglio 2007 n.106, che disciplina la trasmissione degli eventi sportivi, fu introdotto, nella L. 633/41, l'art. 78-quarter che stabilisce che a tali opere si applicano le disposizioni presenti in questa legge. Prima del 2007 non esisteva un diritto di esclusiva sull'evento sportivo in quanto non era definibile il fruitore dei diritti d'autore.

### Opere pubblicate per la prima volta dopo la cessazione dei diritti patrimoniali d'autore
L'art. 85-ter della L. 633/41 prevede il diritto di utilizzazione economica a chi, dopo la scadenza del diritto d'autore (ovvero dopo 70 anni la morte dell'autore), lecitamente pubblica o comunica al pubblico per la prima volta l'opera mai pubblicata anteriormente. Dura 25 anni dalla prima pubblicazione e comprende gli stessi diritti esclusivi previsti dal diritto d'autore.

### Edizioni critiche e scientifiche di opere di pubblico dominio
L'art. 85-quater della L. 633/41 sancisce che chiunque pubblica, in qualunque modo o con qualsiasi mezzo, edizioni critiche e scientifiche di opere pubbliche ha i diritti economici esclusivi dell'opera, senza pregiudizio dei diritti morali dell'autore, ed anche il diritto alla indicazione del nome. La durata dei diritti esclusivi è di 20 anni a partire dalla prima pubblicazione, in qualunque modo o con qualsiasi mezzo sia stata effettuata.

### Bozzetti di scene teatrali
L'art. 86 della L. 633/41 stabilisce che quando bozzetti di scene teatrali vengono usati in altri teatri, oltre quello per il quale sono stati composti, all'autore dei bozzetti compete un diritto a compenso. Questo diritto dura cinque anni a partire dalla prima rappresentazione nella quale il bozzetto è stato adoperato.

### Fotografie e opere di documentazione
Gli artt. dall'87 al 92 della L. 633/41 tutelano i diritti relativi alle fotografie.
Sono considerate tali le immagini di persone o fatti della vita naturale e sociale ottenute col processo fotografico, comprese le riproduzioni di opere dell'arte figurativa e i fotogrammi delle pellicole cinematografiche. Sono escluse invece le fotografie di scritti, documenti, carte di affari, oggetti materiali, disegni tecnici e prodotti simili.
Spetta al fotografo, come stabilito dall'art. 88, il diritto esclusivo di riproduzione, diffusione e spaccio della fotografia, fatte salve le disposizioni stabilite per ciò che riguarda il ritratto e le fotografie riproducenti opere dell'arte figurativa. Se però la fotografia è stata realizzata nell'adempimento di un contratto di lavoro il diritto esclusivo compete al datore di lavoro.
Per quanto riguarda invece la cessione del negativo o di analogo mezzo di riproduzione della fotografia, l'art. 89 specifica che la cessione comprende anche i diritti previsti all'articolo precedente.
Gli esemplari della fotografia, perché la loro riproduzione sia considerata abusiva e siano dovuti i compensi, devono però portare le seguenti indicazioni:
1. il nome del fotografo o della ditta da cui il fotografo dipende o del committente;
2. la data dell'anno di produzione della fotografia;
3. il nome dell'autore dell'opera d'arte fotografata;

come specificato nell'art. 90, a meno che il fotografo non provi la malafede del riproduttore.
L'art. 91 infine stabilisce che la riproduzione di fotografie nelle antologie ad uso scolastico ed in generale nelle opere scientifiche o didattiche è lecita, contro pagamento di un equo compenso che è determinato nelle forme previste dal regolamento. Nella riproduzione deve essere indicato il nome del fotografo e la data dell'anno della fabbricazione, se presenti nell'originale.

La riproduzione di fotografie pubblicate sui giornali od altri periodici, concernenti persone o fatti di attualità od aventi comunque interesse pubblico, è lecita contro pagamento di un equo compenso.
Il diritto esclusivo sulle fotografie dura 20 anni dalla produzione della fotografia.

### Corrispondenze epistolari
Gli artt. 93 a 95 della L. 633/41 tutelano i diritti relativi alla corrispondenza epistolare.

Le corrispondenze epistolari, le memorie familiari e personali e gli altri scritti di tale natura, se hanno carattere confidenziale o si riferiscono alla intimità della vita privata, non possono essere pubblicati, riprodotti od in qualunque modo portati alla conoscenza del pubblico senza il consenso dell'autore, e trattandosi di corrispondenze epistolari, anche del destinatario.
Dopo la morte dell'autore o del destinatario occorre il consenso del coniuge e dei figli, oppure dei parenti fino al quarto grado. In ogni caso però deve essere rispettata la volontà scritta del defunto.
Ciò vale anche per le corrispondenze epistolari che costituiscono opere tutelate dal diritto di autore, anche se cadute in dominio pubblico. Non vale invece per gli atti e corrispondenze ufficiali o che presentano interesse di stato.

### Ritratto
Gli artt. dal 96 al 98 della L. 633/41 tutelano i diritti relativi al ritratto.
Il ritratto di una persona non può essere esposto, riprodotto o messo in commercio senza il consenso del soggetto (art. 96 L. 633/41) tranne quando la riproduzione dell'immagine è giustificata dalla notorietà o dall'ufficio pubblico ricoperto, da necessità di giustizia o polizia, da scopi scientifici, didattici o culturali, o quando la riproduzione è collegata a fatti, avvenimenti, cerimonie di interesse pubblico o svoltisi in pubblico (art. 97 L. 633/41).

Inoltre, sempre secondo l'art. 97, il ritratto non può essere messo in commercio o esposto se pregiudica l'onore, la reputazione o comunque il decoro della persona ritratta.
Infine l'articolo 98 si occupa del ritratto fotografico eseguito su commissione; salvo patto contrario, la persona che è ritratta può pubblicare e far riprodurre la fotografia senza il consenso del fotografo, che però dovrà ricevere un equo compenso nel caso di uso commerciale della sua opera. Il nome del fotografo dovrà essere indicato solo se presente sulla fotografia originale. La stessa norma si applica, salvo patto contrario, a favore del committente quando si tratti di fotografia di cose in suo possesso.
Dopo la morte dell'autore o del destinatario si applicano le disposizioni del secondo, terzo e quarto comma dell'art. 93, riguardante le corrispondenze epistolari: occorre il consenso del coniuge e dei figli, oppure dei parenti fino al quarto grado. Se vi è dissenso fra i parenti, la decisione spetta all'autorità giudiziaria. In ogni caso però deve essere rispettata la volontà scritta del defunto.

### Progetti di lavori dell'ingegneria
L'art. 99 della L. 633/41 stabilisce che all'autore di progetti di lavori di ingegneria, o di altri lavori analoghi, compete, oltre al diritto esclusivo di riproduzione dei piani e disegni dei progetti medesimi, il diritto ad un equo compenso da parte di coloro che realizzino il progetto tecnico a scopo di lucro senza il suo consenso. L'autore deve però aver inserito sopra il piano o disegno una dichiarazione di riserva ed eseguito il deposito del piano o disegno presso la Presidenza del Consiglio dei ministri secondo le norme stabilite dal regolamento.
Il diritto a compenso previsto in questo articolo dura 20 anni dal giorno del deposito prescritto.

### Titoli, rubriche, aspetto esterno delle opere degli articoli e di notizie
Gli art. dal 100 al 102 della L. 633/41 tutelano titoli, rubriche, informazioni e notizie.
Il titolo di un'opera, quando individua l'opera stessa, non può essere riprodotto su un'altra opera, senza il consenso dell'autore, salvo le opere risultino così diverse da escludere ogni possibilità di confusione. In ugual misura è vietata la riproduzione delle rubriche adoperate nella pubblicazione periodica in maniera costante a tal punto da riscontrare l'abituale e caratteristico contenuto della rubrica. Il titolo di un giornale o rivista o altre pubblicazioni periodiche non può essere riutilizzato in altre opere della stessa specie o carattere se non sono passati due anni dalla cessata attività.
È lecita, invece, la riproduzione di informazioni e notizie, purché se ne citi la fonte e non sia impiegata contrariamente agli usi onesti in materia giornalistica.
È vietata e considerata atto di concorrenza sleale la riproduzione o imitazione sopra altre opere della stessa specie, delle testate, degli emblemi, dei fregi, delle disposizioni di segni o caratteri di stampa e di ogni altra particolarità di forma o di colore nell'aspetto esterno dell'opera dell'ingegno, quando la riproduzione o imitazione in questione sia finalizzata a creare confusione di opera o di autore.
Il diritto in questione ha una durata di 15 anni dalla prima pubblicazione.

### Banche dati
Le banche di dati sono tutelate in due maniere diverse: da una parte il diritto d'autore tutela le banche di dati che costituiscono un'opera intellettuale, dall'altra l'art. 102 bis della L.633/41 tutela il costitutore della banca di dati che è il frutto di un rilevante investimento. Inoltre il diritto è attribuito ai cittadini, imprese e società dell'UE; non c'è un chiarimento sulle pubbliche amministrazioni al momento.
I diritti del costitutore di una banca di dati gli attribuiscono la facoltà di vietare estrazione e reimpiego della totalità o di una parte sostanziale della banca di dati. L'estrazione viene definita come il trasferimento permanente o temporaneo della totalità o di una parte sostanziale del contenuto di una banca di dati su un altro supporto, con qualsiasi mezzo o in qualsivoglia forma. Il reimpiego è invece qualsiasi forma di messa a disposizione del pubblico della totalità o di una parte sostanziale del contenuto della banca di dati, mediante distribuzione di copie, noleggio e trasmissione effettuata con qualsiasi mezzo e in qualsiasi forma.
Non sono soggette all'autorizzazione del costitutore della banca di dati le attività di estrazione o reimpiego di parti non sostanziali, valutate in termini qualitativi e quantitativi, del contenuto della banca di dati. Se l'utente legittimo è autorizzato ad effettuare l'estrazione o il reimpiego solo di una parte della banca di dati, il comma si applica unicamente a tale parte.
il diritto d'autore dura 15 anni e decorre dal momento in cui viene effettuato un rilevante investimento. quindi se il costitutore a distanza di 5 anni dal primo investimento rifà un altro rilevante investimento il diritto si rinnova per altri 15 anni.

## Violazione del diritto d'autore
Gli articoli 171 e seguenti della L. 633 sanciscono le pene a cui va incontro colui che viola le norme concernenti il diritto d'autore.
È punito con multa da euro 51 a euro 2.065 chiunque, senza averne diritto, a qualsiasi scopo e in qualsiasi forma:
- riproduce, trascrive, recita in pubblico, diffonde, mette in vendita o pone altrimenti in commercio un'opera altrui;
- rivela il contenuto dell'opera altrui prima che sia reso pubblico;
- introduce e mette in circolazione nello Stato esemplari di un'opera altrui prodotti all'estero contravvenendo alla legge italiana;
- mette a disposizione del pubblico, immettendola in un sistema di reti telematiche, mediante connessioni di qualsiasi genere, un'opera dell'ingegno protetta, o parte di essa;
- rappresenta, esegue, recita in pubblico o diffonde un'opera altrui. La rappresentazione o esecuzione comprende la proiezione pubblica dell'opera cinematografica, l'esecuzione in pubblico delle composizioni musicali inserite nelle opere cinematografiche e la radiodiffusione mediante altoparlante azionato in pubblico;
- riproduce un numero di esemplari o esegue un numero di esecuzioni o di rappresentazioni maggiore di quello che aveva diritto di riprodurre o di rappresentare;
- ritrasmette o registra con apparecchi le trasmissioni radiofoniche o smercia i dischi fonografici o altri apparecchi indebitamente registrati.

Qualora i reati sopra citati siano commessi con usurpazione della paternità dell'opera cioè con modificazione dell'opera medesima, la pena è la reclusione fino ad un anno o una multa non inferiore a euro 516.
Per la duplicazione abusiva di contenuti in supporti non contrassegnati dalla Società italiana degli autore ed editori (S. I.A.E.) la reclusione è da sei mesi a tre anni e la multa da euro 2.582 a euro 15.493. Nel caso in cui il fatto sia di rilevante gravità la reclusione non è inferiore a due anni e la multa a euro 15.492. Qualora, invece, il fatto sia ritenuto di particolare tenuità la pena è ridotta (art 171-bis – art 171-ter).
Con la stessa pena viene condannato chi:
- duplica, riproduce, trasmette o diffonde al pubblico un'opera destinata al circuito televisivo, cinematografico, della vendita o del noleggio;
- duplica, riproduce, trasmette o diffonde al pubblico opere o parti di opere letterarie, drammatiche, scientifiche o didattiche, multimediali;
- pur non avendo contribuito alla duplicazione o riproduzione dell'opera, detiene per la vendita o la distribuzione, pone in commercio, proietta in pubblico;
- pone in commercio, vende, noleggia, cede a qualsiasi titolo un'opera per la quale è prescritta l'apposizione di contrassegno da parte della S.I.A.E., priva di contrassegno medesimo o dotata di contrassegno contraffatto;
- distribuisce, importa a fini di distribuzione, diffonde per radio o per televisione, comunica o mette a disposizione del pubblico opere o altri materiali protetti dai quali siano state rimosse o alterate le informazioni elettroniche stesse;
- riproduce, duplica, trasmette o diffonde abusivamente, vende o cede a qualsiasi titolo o importa abusivamente oltre cinquanta copie o esemplari di opere tutelate dal diritto d'autore e da diritti connessi.

Gli importi derivanti dall'applicazione delle sanzioni pecuniarie previste sono versati all'Ente nazionale di previdenza ed assistenza per i pittori e scultori, musicisti, scrittori ed autori drammatici.

Se "i fatti preveduti nell'articolo 171 sono commessi per colpa la pena è della sanzione amministrativa fino a 1.032,00 euro" (art. 172).
Quando si procede al sequestro del materiale, questo è, per entità, di difficile custodia, perciò l'autorità giudiziaria può ordinarne la distruzione, osservate le disposizioni di cui all'articolo 83 delle norme di attuazione, di coordinamento e transitorie del codice di procedura penale, approvate con decreto legislativo 28 luglio 1989 n. 271.
Tutte le suddette sanzioni si devono ritenere applicabili se il fatto non costituisce reato più grave previsto dal codice penale o da altri leggi (art. 173).

## Diritto d'autore e Creative Commons
Le Creative Commons sono una tipologia di licenze che permette al detentore del diritto d'autore di regolamentare gli usi dell'opera secondo un modello più elastico, garantendone il libero utilizzo per particolari scopi e secondo determinate condizioni. Le licenze Creative Commons offrono sei diverse articolazioni che nascono dalla combinazione di quattro clausole base:
1. Deve essere presente un'informativa che permetta di associare l'autore (opzione Attribuzione Obbligatoria, acronimo inglese BY);
2. Il detentore dei diritti può non autorizzare a priori usi commerciali dell'opera (opzione Non Commerciale, acronimo inglese NC);
3. Il detentore dei diritti può non autorizzare a priori la creazione di opere derivate (opzione Non Opere Derivate, acronimo inglese ND);
4. L'opera è ridistribuibile anche modificata purché mantenga lo stesso livello di licenza (opzione Share Alike, acronimo inglese SA);[148]

Sono uno strumento molto diffuso nel mondo di Internet che consente una più libera condivisione dei contenuti creativi e l'affermazione di un modello di gestione dei diritti d'autore ispirato al concetto di "alcuni diritti riservati" (in contrapposizione con il modello classico di "tutti i diritti riservati").

## Enti di diritto pubblico per la protezione e l'esercizio dei diritti di autore
L'art. 180 della legge del 22 aprile 1941 n. 633 istituisce la Società italiana degli autori ed editori (SIAE) come unico ente con attività di intermediario per opere tutelate da diritto d'autore. La SIAE, tra le altre facoltà, può concedere le licenze per l'utilizzazione di opere protette da diritto d'autore, nell'interesse dell'autore stesso. I proventi che vengono riscossi dalla SIAE, detratte le spese di riscossione, sono tenuti a disposizione degli aventi diritto per tre anni. Se in questo periodo l'autore non li reclama vengono versati alla Confederazione nazionale professionisti ed artisti.
L'art. 180-bis riguarda invece la trasmissione via cavo, la quale deve essere autorizzata dai titolari dei diritti e dai detentori dei diritti connessi esclusivamente attraverso la SIAE.
La Società italiana degli autori ed editori pone un contrassegno su ogni supporto contenente programmi per elaboratore o multimediali, suoni, voci, video, che reca la fissazione di opere tra quelle indicate nell'articolo 1, destinati ad essere posti in commercio o ceduti in uso a qualunque titolo a fine di lucro. Il contrassegno deve avere caratteristiche tali da non permettere il suo trasferimento su un altro supporto. Gli elementi contenuti nel contrassegno devono indicare il titolo dell'opera, il nome dell'autore, del produttore o del titolare del diritto d'autore, l'indicazione di un numero progressivo per ogni singola opera riprodotta e della sua destinazione (vendita, noleggio o qualsiasi altra forma di distribuzione) (art.181-bis).
La Società italiana degli autori ed editori è inoltre incaricata di vigilare sulle attività di distribuzione e riproduzione (su qualsiasi supporto e in qualsiasi luogo), diffusione radiotelevisiva, vendita e noleggio di opere tutelate dal diritto d'autore. Per lo svolgimento di tali compiti, gli ispettori SIAE coordinati con gli ispettori dell'Autorità per le garanzie nelle comunicazioni possono accedere ai locali dove vengono svolte le attività di riproduzione, duplicazione, vendita, emissione via etere e via cavo o proiezione cinematografica (art 182-bis).

## Sfera di applicazione della legge
In caso di controversie il diritto italiano, coerentemente all'art. 54 della riforma del sistema italiano di diritto internazionale privato, sancisce che venga seguito il diritto dello stato di utilizzazione del bene immateriale.
Coerentemente alla trattato CEE che sancisce il principio di non discriminazione, il diritto d'autore italiano si applica, come previsto dall'art. 185, a tutte le opere di autori italiani, alle opere di autori stranieri domiciliati in Italia e che siano state pubblicate in Italia per la prima volta e alle opere di autori stranieri in particolari condizioni, definite dagli articoli seguenti.
L'art.186 dispone che la protezione delle opere dell'ingegno per quanto concerne autori stranieri sia regolata secondo le convenzioni internazionali. Nello specifico, se queste contengono un patto generico di reciprocità o di parità di trattamento, questo patto viene interpretato secondo le norme di equivalenza di fatto.
In caso di mancanza di convenzioni, secondo l'art.187, le opere di autori stranieri che non rientrano nelle condizioni previste dall'art. 185 godono della protezione sancita dalla legge sul diritto d'autore italiano, a condizione che lo stato di cui è cittadino l'autore straniero conceda protezione equivalente alle opere di autori italiani. Se lo straniero è apolide o di nazionalità controversa ci si riferisce allo stato dove è avvenuta la prima pubblicazione.
La durata della protezione di un'opera straniera non può comunque eccedere quella di cui l'opera gode nello stato di cui è cittadino l'autore straniero (art. 188). Se la legge dello stato dell'autore sottopone inoltre la protezione all'adempimento di alcune formalità varie, l'opera straniera viene sottoposta ad equivalenti formalità in Italia determinato col decreto reale e può essere inoltre sottoposta ad ulteriori formalità prescritte dallo stesso (art.188).
L'art.189, ultimo della sezione riguardante la sfera di applicazione della legge, sancisce che le disposizioni dell'articolo 185 si applicano all'opera cinematografica, al disco fonografico o apparecchio analogo, ai diritti degli interpreti, attori o artisti esecutori, alla fotografia ed alle opere dell'ingegneria, in quanto si tratti di opere realizzate in Italia o che possono considerarsi nazionali, altrimenti a queste opere sono applicabili le disposizioni degli articoli 186 e seguenti.

## Proposte di riforma del diritto d'autore italiano
Dopo più di mezzo secolo dalla sua promulgazione, si è sostenuta la necessità di una revisione della legge italiana sul diritto d'autore, per adeguarla ai mutamenti della società e al progredire della comunicazione digitale. Il Consiglio dei ministri ha, pertanto, approvato nel 2007 un DdL-delega al governo per l'emanazione di un decreto di riforma della legislazione. Nel frattempo il Comitato consultivo permanente per il diritto d'autore, previsto dall'articolo 190 della legge stessa, ha iniziato un coinvolgimento del mondo accademico e delle associazioni rappresentative degli interessi toccati da detta normativa.

Il presidente Alberto Maria Gambino, dopo l'ascolto di esponenti dell'editoria, delle associazioni dei consumatori, delle biblioteche, dell'open content e dei creative commons, ha presentato le proposte il 18 dicembre 2007 al Ministro per i beni e le attività culturali.
Tuttavia, con l'insediamento del governo Berlusconi IV e con l'istituzione presso la Presidenza del Consiglio dei ministri del Comitato tecnico contro la pirateria digitale e multimediale è rallentata la stagione di dialogo e di confronto multilaterale. Sia il comitato, sia il modus operandi legislativo del governo, infatti, sono stati oggetto di critiche da parte di associazioni di consumatori ed imprese (Altroconsumo, Assoprovider, Audiconsum, Centro NEXA su Internet e Società) e di noti giornalisti di settore (Luca Spinelli, Federico Cella), in particolare per il non coinvolgimento nel dialogo dei rappresentanti degli utenti, dell'impresa, della cultura.

## Anacronismo
Le attuali legislazioni in materia sono a tutt'oggi basate sull'impianto della legge 633/1941. Alla data del 2 febbraio 2020 sono ancora mantenuti testuali i riferimenti al Partito Nazionale Fascista (Art.29: La durata dei diritti esclusivi di utilizzazione economica spettanti, a termini dell'art. 11, alle amministrazioni dello Stato, al partito nazionale fascista, alle provincie, ai comuni, alle accademie, agli enti pubblici culturali nonché agli enti privati che non perseguano scopi di lucro, è di vent'anni a partire dalla prima pubblicazione, qualunque sia la forma nella quale la pubblicazione è stata effettuata. Per le comunicazioni e le memorie pubblicate dalle accademie e dagli altri enti pubblici culturali tale durata è ridotta a due anni; trascorsi i quali, l'autore riprende integralmente la libera disponibilità dei suoi scritti).